# Storia della viola

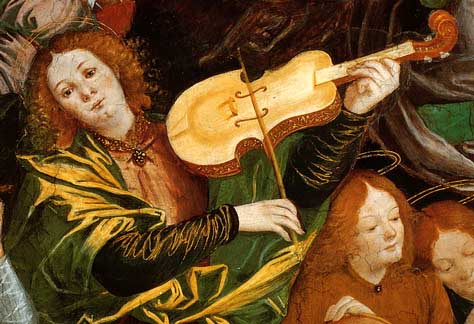
Viola da braccio, dettaglio di un affresco di Gaudenzio Ferrari presso il Santuario della Beata Vergine dei Miracoli a Saronno (1535 circa).

La viola è nata come taglia intermedia della famiglia delle viole da braccio nei primi decenni del XVI secolo, evoluzione di precedenti strumenti ad arco medievali. Le caratteristiche della famiglia si sono sviluppate intorno al 1500 e l'evoluzione verso la forma e la dimensione finale sarebbe maturata intorno al 1535, probabilmente nel nord Italia.
La viola si è affermata con un ruolo importante nella musica rinascimentale e fino al Seicento non era da meno al violino nella musica d'insieme. Nel Barocco il violino si è affermato come strumento solista, mentre la viola ha rivestito principalmente un ruolo di accompagnamento, che diventerà più consistente nella musica da camera del Classicismo viennese. Lo strumento è stato impiegato come solista da numerosi compositori già nel Barocco e nel Classicismo, soprattutto in area germanica, ma una vera affermazione solistica della viola non si ebbe fino al XX secolo.
Dal Seicento lo strumento ha gradualmente perso importanza, scadendo in una posizione più umile rispetto a quella del violino o del violoncello. Dalla fine del Settecento la viola ha cominciato a riprendere importanza nella scrittura cameristica e nel corso dell'Ottocento si è gradualmente riavvicinata al livello degli altri archi nella scrittura orchestrale. Agli inizi del Novecento, soprattutto grazie all'opera di grandi violisti come Lionel Tertis, Paul Hindemith e William Primrose, ha riconquistato una nuova dignità solistica.
Un problema che ha caratterizzato la viola è stato quello del basso livello medio degli esecutori. È per lungo tempo esistito un circolo vizioso nel quale la viola veniva percepita come strumento limitato e poco espressivo, disdegnato dai compositori e spesso relegato a ruolo secondario coperto da interpreti scadenti o addirittura da violinisti falliti, e questo causava il disinteresse dei musicisti e del pubblico, limitandone lo sviluppo delle potenzialità. Percezione errata perché, come faceva notare Primrose nel 1941 analizzando queste considerazioni, anche una viola economica in mano ad un buon violista produce un suono soddisfacente. Secondo Primrose la mancata conoscenza della tecnica propria della viola è stata in passato causa di incomprensione e relegamento dello strumento ad un ruolo marginale, e la riabilitazione dello strumento è dovuto allo studio e alla comprensione delle sue caratteristiche.

## Origine del termine

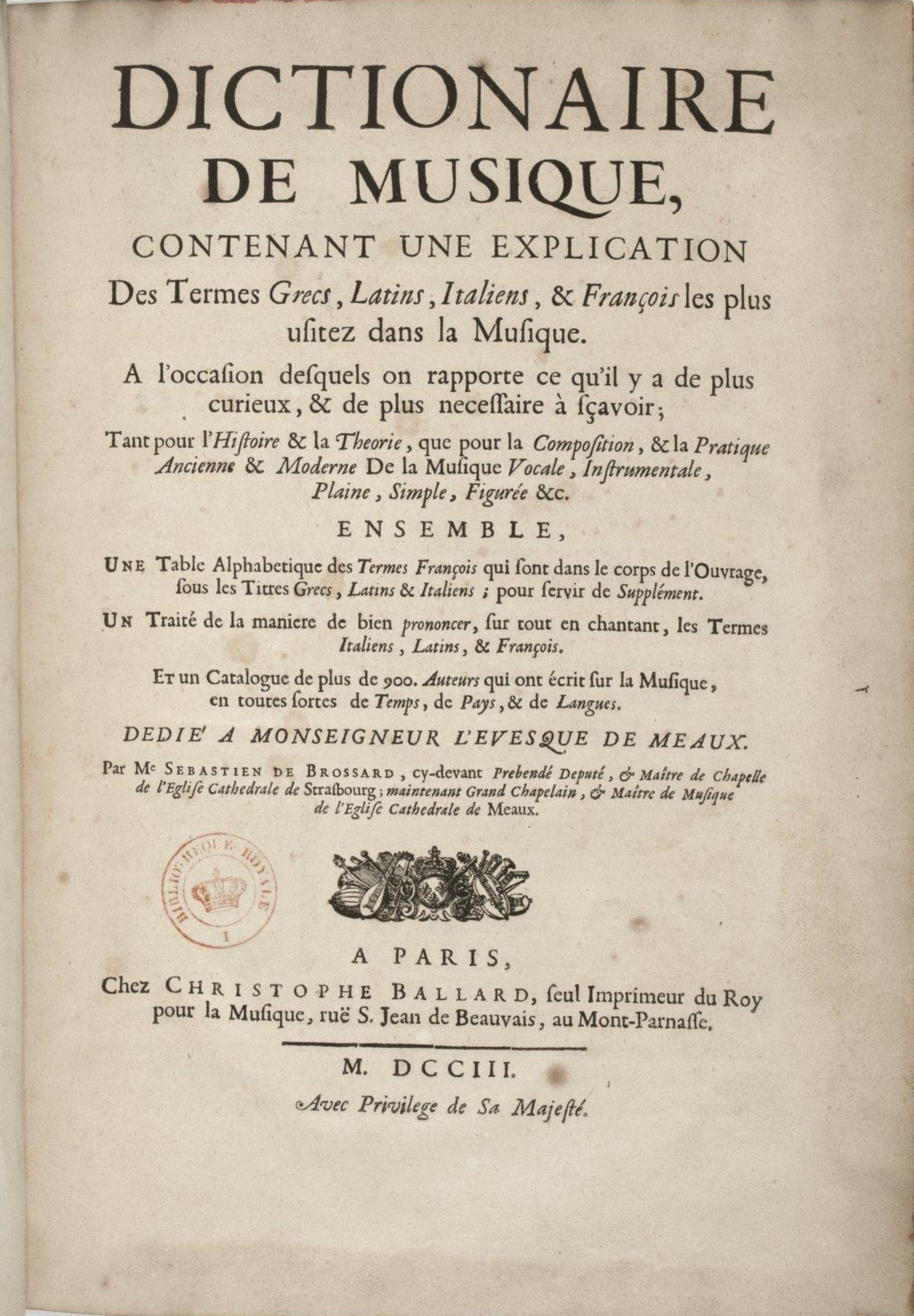
Frontespizio del Dictionnaire de musique di Sébastien de Brossard (1703).

Il termine italiano viola, entrato poi in altre lingue, come l'inglese, è stato acquisito dal provenzale antico; deriva dal termine latino medievale vitula, che significa "strumento a corde", a sua volta derivante probabilmente dal nome della dea Vitula, divinità della gioia nella religione romana antica, probabilmente di origine sabina. Se da un lato, come detto, la viola nel senso moderno del termine (intesa cioè come strumento contralto/tenore della famiglia del violino) completa la sua genesi intorno al 1535, il termine viola all'inizio del Cinquecento, come anche in precedenza, era usato in riferimento a più strumenti diversi e già in passato ci si riferiva ai predecessori della viola e agli altri strumenti ad arco con differenti nomi, spesso in maniera non univoca.
Tra i predecessori del moderno strumento, la viella era nota come vielle in francese, viola in provenzale e viuola in italiano. In Francia, nei poemi trovadorici e nei contemporanei trattati musicali (come l'Ars cantus mensurabilis (1260-80) di Francone da Colonia) compaiono i termini vielle e vièle; i corrispondenti in terra britannica, rinvenibili fin dagli inizi del XII secolo, sono fithele e fydel (dai quali deriva il termine fiddle). Nella produzione dell'Ars Nova, nei testi di Guillaume de Machaut si rinvengono sia il termine vielle che viole: nella letteratura dell'epoca il primo era generalmente preferito dai trovatori, il secondo dai trovieri. In Italia si hanno alcune testimonianze scritte della viola, viula o viuola in atti burocratici del XIII secolo, e la viola è citata in alcuni atti dei podestà di Bologna (1261 e 1265) e di Firenze (1284). La viuola appare anche nella decima giornata del Decameron di Giovanni Boccaccio.
All'inizio del Cinquecento il termine viola poteva indicare più o meno qualunque strumento cordofono, pizzicato o ad arco, evolvendosi poi nel XVI e XVII secolo verso l'indicazione più specifica di una famiglia precisa di strumenti. A metà del Cinquecento con viola si indicava anche il violino rinascimentale o la lira da braccio (ma non la ribeca). In alcuni casi, come nella scuola veneziana intorno al 1600, anche il termine violino veniva usato per indicare la viola, oltre che il violino propriamente detto.
Nel Seicento e Settecento la viola era indicata spesso assieme ad un aggettivo che ne esplicava il registro nella partitura (tipicamente viola tenore oppure viola contralto). Tali indicazioni potevano riferirsi a strumenti di differente misura, ma che non differivano nell'accordatura (la stessa della viola moderna). Alcuni esempi si trovano nelle Sinfonie e concerti a cinque op. 2 (1700) di Albinoni, che usa viola contralto e viola tenore, nell'edizione gallese dei Sei Concerti Grossi op. 3 (1734) di Händel, che nel concerto n. 1 usa Alto viola e Tenor.
Dal XVIII secolo il termine viola era sinonimo di viola da braccio o da brazzo (da cui deriva anche il nome in tedesco della viola, Bratsche) e un'equivalenza tra le due famiglie viene indicata da Sébastien de Brossard nel suo Dictionnaire de musique. Nel Settecento anche il termine violetta era talvolta usato per riferirsi alla viola, mentre nel secolo precedente indicava tipicamente il violino o la viola da gamba; violetta marina indicava tuttavia la viola d'amore.

## Primi riferimenti iconografici e letterari

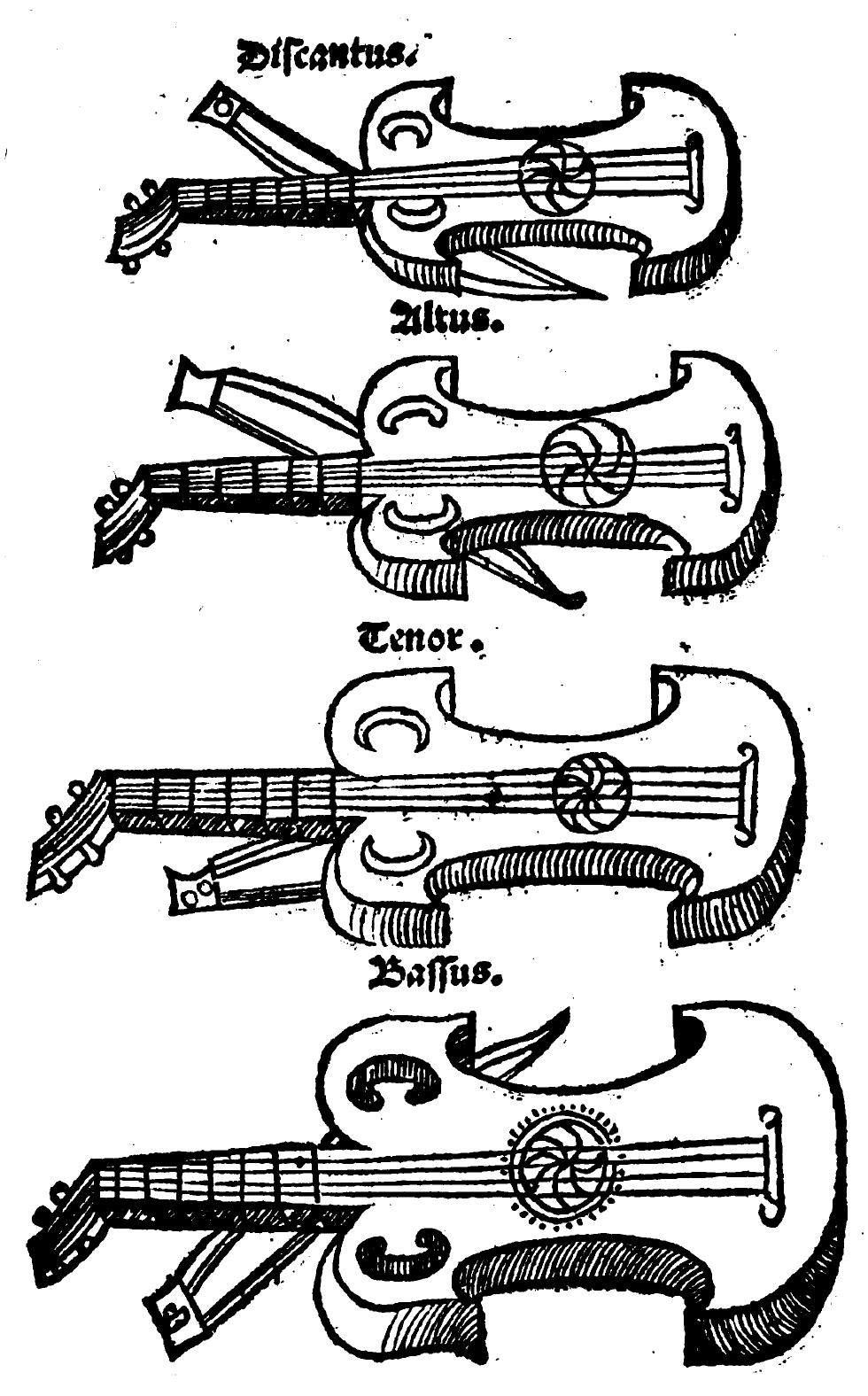
Strumenti ad arco illustrati nel trattato Musica Instrumentalis Deudsch (1528-1545) di Martin Agricola.

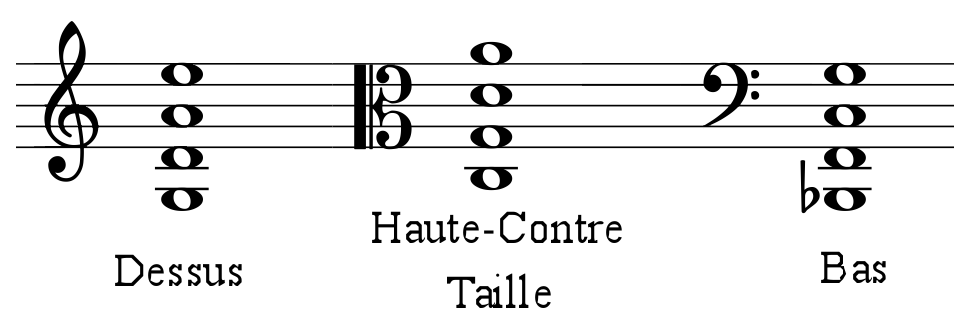
Accordature riportate da Jambe de Fer.

Sono relativamente pochi i trattati di inizio Cinquecento che contengano informazioni sullo sviluppo della viola e del violino, e le loro testimonianze non forniscono particolare chiarezza. Descrizioni di strumenti ad arco senza tasti con tre o quattro corde accordate per quinte, verosimilmente riferite a strumenti della famiglia del violino o loro predecessori, compaiono nei trattati di Martin Agricola (1528-45), Giovanni Maria Lanfranco (1533) e Sylvestro di Ganassi (1542).
Sono individuabili con certezza come membri della famiglia del violino i quattro strumenti ad arco descritti nell'Epitome musical (1556) di Philibert Jambe de Fer, fra i quali vi sono anche due taglie di viola. Gli strumenti da lui descritti sono etichettati con i nomi francesi delle corrispondenti parti vocali: Dessus (soprano, ovvero il violino), Haute-Contre (contralto, ovvero la viola contralto), Taille (tenore, ovvero la viola tenore) e Bas (basso, ovvero il basso di viola da braccio o violoncello). Le accordature sono analoghe a quella moderna, solo il Bas differisce essendo accordato un tono sotto il violoncello.

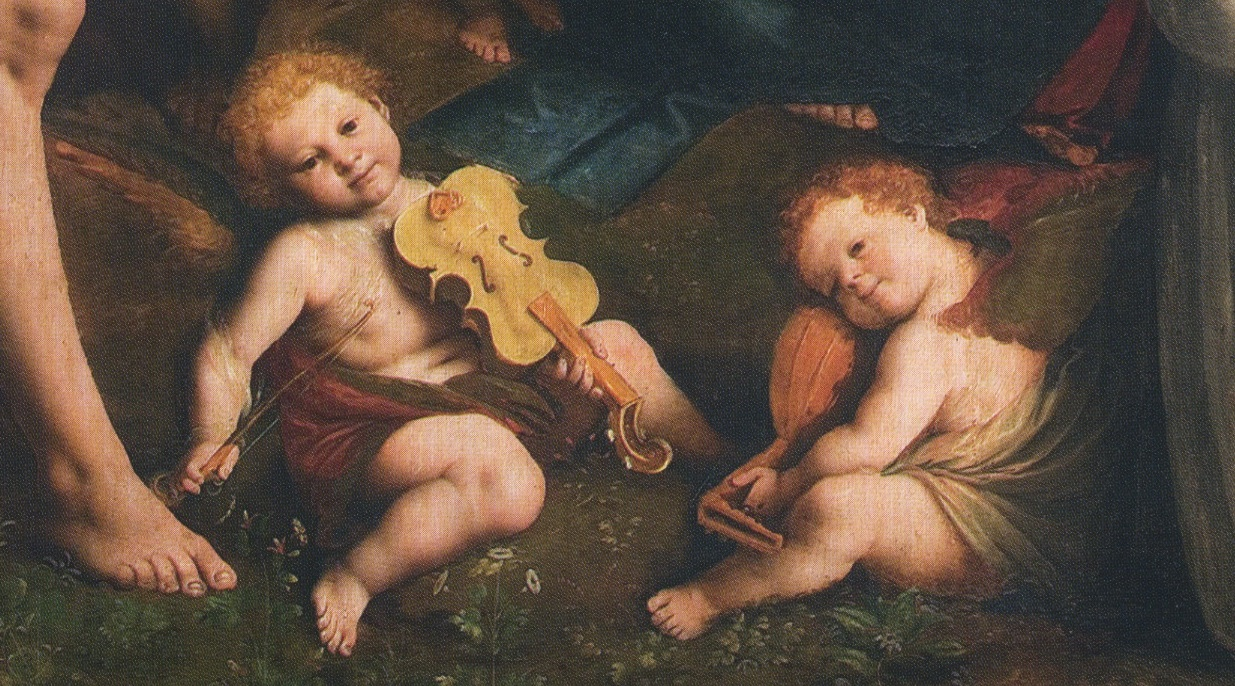
Particolare dalla Madonna degli aranci di Gaudenzio Ferrari, presso la Chiesa di San Cristoforo a Vercelli (1529-30).

La carenza di riferimenti scritti d'inizio Cinquecento inerenti all'origine della viola, e più in generale della famiglia del violino, è sopperita da importanti indizi provenienti dalle arti figurative di quel periodo, come la pittura. Emanuel Winternitz ha studiato ampiamente le pitture di quel periodo, da lui ritenute come una delle più affidabili fonti in merito, in particolare quelle di Gaudenzio Ferrari. Versatile artista di stampo rinascimentale, oltre che pittore, scultore e architetto Ferrari era anche un fine liutista e suonatore di lira e forse anche costruttore di strumenti che avrebbe sperimentato con le forme che avrebbero dato origine alla viola.
Tra le più antiche pitture che ritraggono strumenti della famiglia del violino, la prima è probabilmente la Madonna degli aranci (1529-30), dipinta da Gaudenzio Ferrari presso la Chiesa di San Cristoforo a Vercelli. Una grande viola tenore è ritratta (1514-21) nella facciata all'ingresso della Cappella della Madonna di Loreto a Roccapietra. Particolarmente significativo è anche l'affresco dell'Assunzione (1535-6) nella cupola della chiesa di Santa Maria di Saronno, nel quale sessantuno tra gli ottantasette angeli ritratti sono intenti a suonare strumenti musicali, tra i quali diversi strumenti ad arco individuabili come predecessori della famiglia del violino. Oltre agli strumenti molto prossimi alla famiglia del violino, vi sono altri dipinti che rendono idea della varietà di forme sperimentate dai liutai all'inizio del Cinquecento. Uno di essi di particolare interesse, sempre di Ferrari, è il Putto con viola (1525-30), un dipinto secolare (e quindi probabilmente replica fedele di qualche strumento reale e familiare al pittore) ritraente un bambino che sorregge un particolare strumento, il quale incorpora diverse caratteristiche proprie della famiglia del violino (come il numero di corde, le ƒƒ e il riccio a voluta) benché la cassa si allontani molto come forma.
Le testimonianze pittoriche hanno svolto un ruolo decisivo nel contesto degli studi compiuti nella seconda metà del Novecento per chiarire alcuni aspetti sull'origine della famiglia del violino, indicando una serie di possibili forme che sarebbero state tappe intermedie nella graduale evoluzione degli strumenti verso le loro forme moderne, compiutasi selezionando i modelli che combinavano potenza e buona qualità sonore, estetica gradevole e praticità d'uso.

## Origini dello strumento e della famiglia

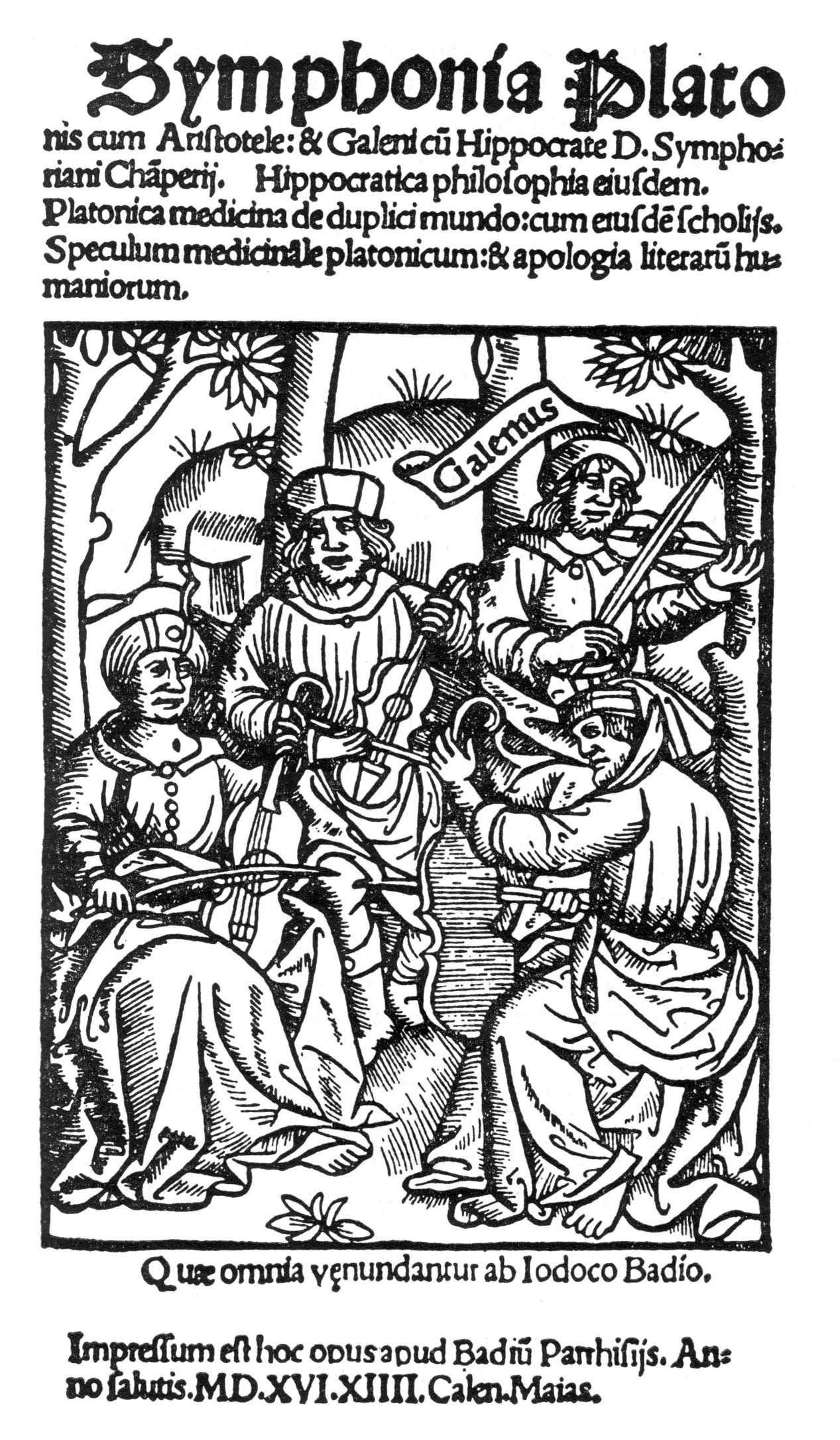
Incisione anonima del 1516, ritraente Platone, Aristotele, Ippocrate e Galeno che suonano un quartetto di strumenti ad arco.

Sulla nascita della viola, una questione discussa con attenzione riguarda il fatto che essa potesse essere l'ipotetico strumento capostipite da cui si sarebbe originata la famiglia del violino. Tale tesi è stata a lungo tempo accreditata e gli elementi portati a favore di essa sono molteplici: la viola da braccio era infatti lo strumento più simile alla lira da braccio sia come taglia che come accordatura, ritenuto uno dei principali antenati dai quali avrebbe preso forma della famiglia del violino, e per questo motivo potrebbe essere il primo strumento da essa derivato. Agli inizi del XVI secolo il contralto/tenore era la taglia di strumento più richiesta, e per questo motivo si presume che il primo strumento di una famiglia ad essere sviluppato dovesse essere di quel tipo, ovvero la viola nel caso della famiglia dei violini; sempre di quel periodo, inoltre, sopravvivono più viole che violini o violoncelli. Altro indizio sarebbe il fatto che la parola viola è la radice dei nomi degli altri strumenti della famiglia del violino, e questo fa pensare che potesse essere il primo strumento della famiglia.
Studi ed approfondimenti successivi, alla luce soprattutto dei risultati scoperti da Carlo Bonetti, David Boyden, Émile Leipp e il già citato Emanuel Winternitz, tendono invece a ridefinire questo quadro. Sulla similitudine con la lira da braccio, Boyden osserva che essa non è l'unico antenato del violino (inoltre, non tutte le lire da braccio hanno i tratti caratteristici della famiglia del violino, come le ƒƒ) e la sua accordatura poteva avvicinarsi anche a quella del violino e non solo a quella della viola (veniva costruita in taglie piccole fino a 38 cm, quasi quanto la cassa del violino). Secondo Boyden e Winternitz, inoltre, il fatto che gli strumenti in taglia di contralto e tenore fossero più richiesti non è ragionevolmente sufficiente a collocare la viola come capostipite della famiglia. Il maggior numero di viole del XVI secolo sopravvissute rispetto a violini e violoncelli dello stesso periodo è giustificabile considerando che nei due secoli successivi l'uso della viola sarebbe diminuito notevolmente (contrariamente al sempre crescente impiego del violino e del violoncello), preservando maggiormente le viole cinquecentesche dall'usura e dagli incidenti. Inoltre molte viole costruite nel XVI secolo erano tenori, taglia caduta in disuso nel Seicento, per cui molti strumenti di quel tipo si sono preservati perché sono stati conservati oppure esposti come antichità, e restaurati (spesso riducendoli di dimensione) solo nei secoli successivi. L'indizio etimologico sulla radice dei nomi invece, per quanto indicativo e logicamente verosimile non ha nemmeno prove concrete a suo sostegno e non è per questo considerato una prova determinante.
Alla luce delle fonti letterarie e pittoriche, è ritenuta quindi maggiormente credibile la possibilità che la genesi degli strumenti della famiglia del violino sia stata unitaria, e che dunque la viola sia nata insieme al violino e al violoncello, senza lo sviluppo individuale e spontaneo di uno di essi che avrebbe poi dato origine ai restanti membri dell'insieme. I primi strumenti con caratteristiche tipiche della famiglia sarebbero stati ideati intorno al 1500 o poco prima e l'evoluzione verso le forme e dimensioni moderne sarebbe giunta ad una buona maturazione già intorno al 1535, probabilmente nel nord Italia. Si suppone che il modello di violino/viola non sia invenzione originale di qualche liutaio in particolare, ma sia il risultato di un processo di affinazione dovuto al contributo di numerosi artigiani e culminato nell'opera di Andrea Amati e Gasparo da Salò.

## La viola nel XVI secolo
Nel XVI secolo la polifonia strumentale era asservita principalmente al raddoppio di parti vocali. La viola aveva il ruolo di "strumento di mezzo" della famiglia delle viole da braccio e la composizione degli ensemble strumentali non era fissa. L'ampio utilizzo dello strumento nella musica d'insieme giustifica l'abbondante produzione da parte dei liutai del XVI secolo, tra i quali spiccano la famiglia Amati a Cremona, Gasparo da Salò e Giovanni Paolo Maggini a Brescia. Inoltre la divisione in più parti che coprono differenti registri spiega la gran varietà di dimensioni degli strumenti dell'epoca. I tenori potevano arrivare alle ragguardevoli dimensioni di 47–48 cm, come il tenore Amati del 1574 (47 cm) costruito per Carlo IX di Francia. Ben pochi strumenti dell'epoca sono giunti ad oggi in condizioni originali: oltre a quelli perduti a seguito di incidenti, incendi o guerre, gli strumenti sopravvissuti sono stati per la maggior parte ridotti di dimensioni o comunque riadattati in epoca successiva, per poter essere usati più comodamente in periodi posteriori.
La prima composizione nota nella quale è esplicitata la parte di viola è la Sonata pian' e forte (1597) di Giovanni Gabrieli. Tale composizione è ben nota per essere il primo caso conosciuto nel quale vengono messe per iscritto le indicazioni dinamiche, ma è anche una delle prime composizioni nelle quali il compositore scrive la strumentazione esatta delle parti. Gabrieli prescrive in essa due cori, il primo formato da un cornetto e tre tromboni e il secondo costituito da un violino e tre tromboni. È probabile che con il termine "violino" Gabrieli si riferisca alla viola: la parte è infatti scritta in chiave di contralto e la tessitura scende fino al re grave, nella quarta corda della viola.

## La viola nella liuteria del XVI secolo

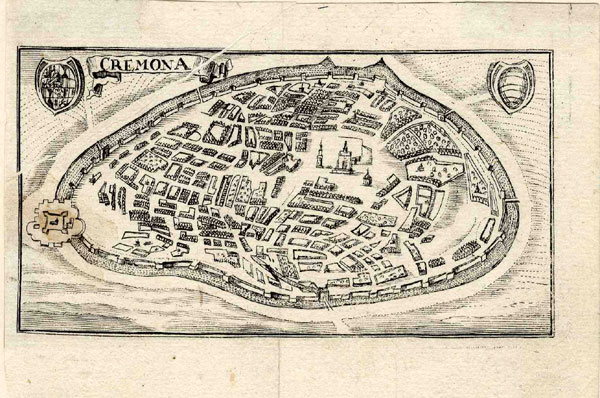
Mappa di Cremona all'epoca degli Amati (1570).

Tra i primi liutai noti che realizzarono viole vi sono stati quelli delle scuole cremonese e bresciana, i cui principali esponenti di spicco nel Cinquecento furono rispettivamente gli Amati (Andrea e i suoi figli, Antonio e Girolamo) a Cremona e Gasparo da Salò a Brescia.

### Cremona e gli Amati
Andrea Amati costruiva viole contralto e tenore, soprattutto queste ultime che all'epoca erano molto richieste. Aveva grande fama e riceveva commissioni importanti anche dall'estero e in merito spicca la richiesta di 38 strumenti per Carlo IX, tra cui sei viole delle quali oggi sopravvive un tenore. Oltre al tenore Carlo IX, sopravvivono oggi almeno altri sette suoi strumenti (alcuni, come le viole Wilton, Witten e Solomon, erano tenori che sono stati ridimensionati in epoca successiva).
Molte viole sono state costruite anche dai suoi due figli, nelle quali si intravede spesso l'influenza paterna (è un esempio la Amati Trampler). Come il padre, anche Antonio e Girolamo hanno ricevuto una commissione dalla corte francese, questa volta da Enrico di Navarra, e degli almeno cinque strumenti costruiti per quell'occasione sopravvivono un violino e una viola. Della loro produzione rimangono oggi una quarantina di pregevoli viole, tra i quali la ex Primrose e la ex Curtis.

### Brescia
Un altro importante centro di costruzione di viole all'epoca era la città di Brescia. Importante città liutaria già dalla metà del Quattrocento, era sede di diversi prestigiosi artigiani all'alba del Cinquecento, come Giovanni della Corna, Zanetto di Montichiari e suo figlio Pellegrino, Girolamo Virchi e il suo allievo Gasparo Bertolotti detto da Salò. I precedenti liutai hanno costruito strumenti della famiglia del violino e sopravvivono almeno due viole di Zanetto di Montichiaro e oltre dieci del figlio Pellegrino.

#### Gasparo da Salò

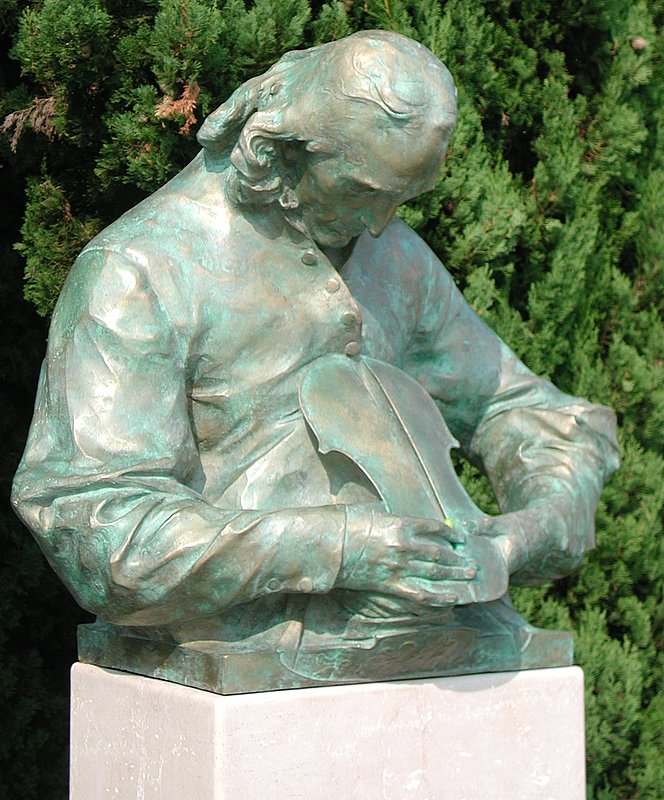
Monumento a Gasparo da Salò.

Particolarmente importante è stata la produzione di Gasparo da Salò, cui sono attribuite alcune decine di viole sopravvissute ad oggi che sono molto valutate ed apprezzate, non meno degli strumenti cremonesi del migliore periodo. Il suo stile è robusto, con contorni asimmetrici e poco curati, ƒƒ larghe, poco inclinate e scarsamente rifinite, come i ricci, che pur essendo molto meno raffinati rispetto alla scuola cremonese mantengono comunque una loro eleganza. Impiegava generalmente legno dalla venatura larga (che a volte presentava dei nodi) e utilizzava una vernice scura e sottile, di ottima qualità. Nonostante la scarsa attenzione all'estetica e le finiture a loro modo poco curate, le sue viole dal punto di vista della qualità sonora sono ottime e il loro timbro particolarmente dolce le rende ricercate per la musica da camera e il quartetto d'archi.
Risulta che Gasparo vendesse anche in Francia, ma non si sa esattamente se ricevesse commissioni dalla corte reale o solo da acquirenti privati. Le esportazioni verso la Francia entrarono tuttavia in crisi a causa della guerra dei tre Enrichi (1585-1589). Si ritiene che costruisse principalmente su ordinazioni private, che risultano anche dai documenti dell'epoca.
Gasparo costruiva viole in modelli grandi e piccoli con misure che variano notevolmente, ad esempio dai 39,53 cm della Gasparo da Salò Kievman ai 46 cm della Gasparo da Salò Borisovskij. Il fatto che più strumenti raramente avessero la stessa grandezza è giustificabile come risultato di numerose sperimentazioni sulla dimensione, alla ricerca di un compromesso ideale dal punto di vista sonoro, ma anche con il fatto che il liutaio lavorasse soprattutto su commissione e le misure dovessero di volta in volta soddisfare i requisiti fisici dei committenti. La maggior parte delle viole realizzate da Gasparo erano tenori di grandi dimensioni molti dei quali, caduta in disuso la tipologia, furono ridotti all'inizio del XIX secolo per essere suonati più agevolmente. Sono sopravvissute invece poche viole costruite originariamente come contralto, in quanto tale taglia trovava un impiego molto maggiore e gli strumenti dovevano fronteggiare una più consistente usura e un rischio molto più significativo di venire danneggiati nel corso di incidenti.
Oltre che con le dimensioni, Gasparo sperimentava anche con modelli assai particolari, come ad esempio la cosiddetta viola-lira, un particolare strumento con quattro corde e la medesima accordatura della viola, ma con caratteristiche della cassa proprie della lira da braccio, come la rientranza in corrispondenza del punto di fissaggio della cordiera. Allo strumento mancano inoltre le C centrali, e per questo ha solo due punte invece di quattro. Sopravvivomo almeno tre esemplari realizzati da Gasparo, conservati rispettivamente presso l'Ashmolean Museum, la Collezione Geiser a San Pietroburgo e il Museo degli Strumenti del Conservatorio di Bruxelles. Alcune sue lire da braccio sono state inoltre "trasformate" in viola in epoca successiva, trattandosi infatti di una tipologia di strumento caduta in disuso.

## La viola nel XVII secolo

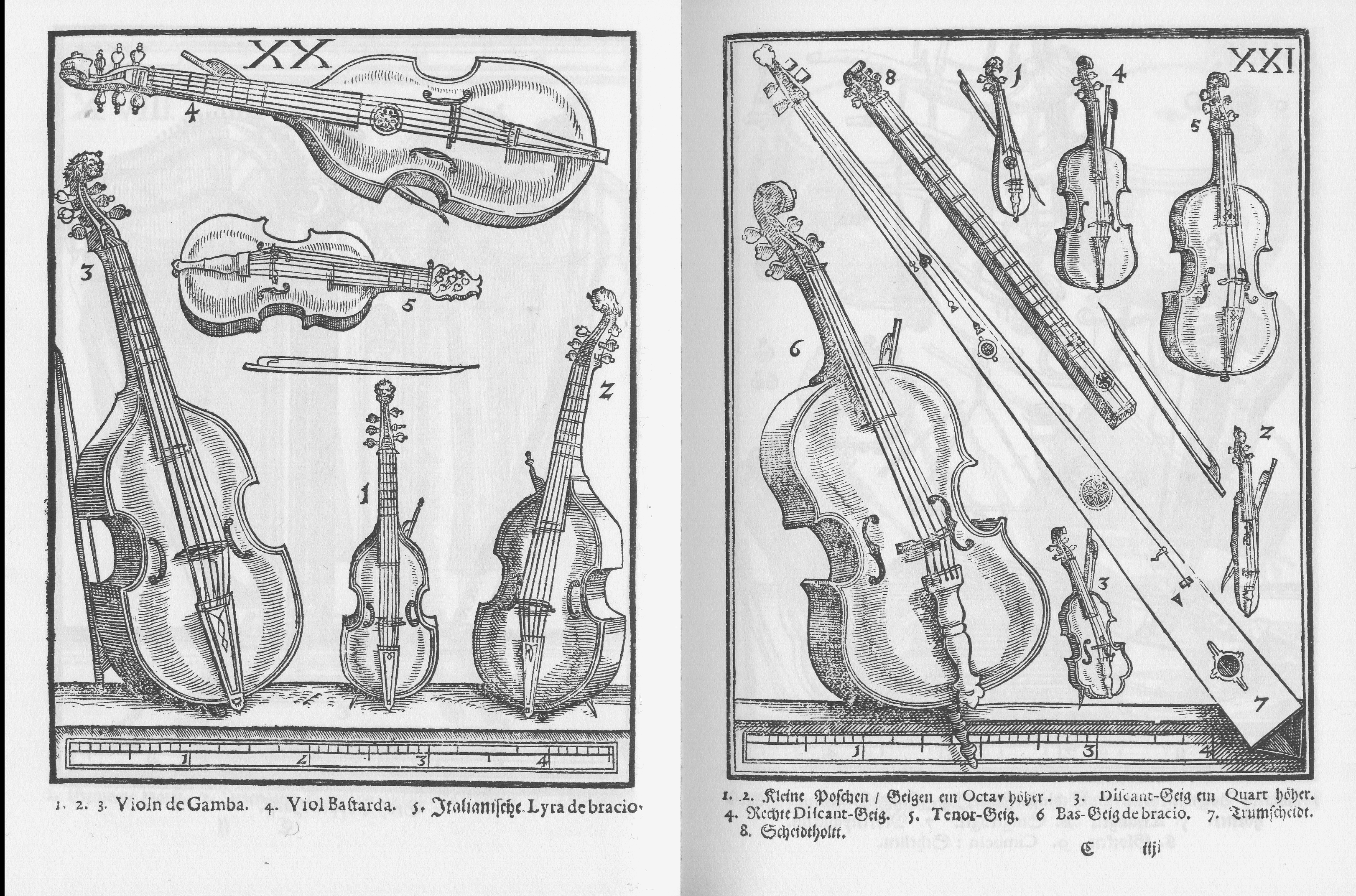
Tavole XX e XXI del Syntagma musicum di Michael Praetorius, che illustrano gli strumenti ad arco.

Nella musica d'insieme del Seicento la viola poteva raddoppiare la parte del basso continuo oppure avere delle parti apposite nell'insieme. Nelle ensemble a quattro parti del Seicento le due parti centrali erano solitamente viole (contralto e tenore). Nelle orchestre d'archi a cinque parti, molto comuni all'epoca ad esempio in Francia, le tre parti centrali erano viole di differenti taglie ma con la stessa accordatura. Anche nell'organico dei Vingt-quatre Violons du Roi vi erano tre tagli di viola: haute-contre (contralto) o haute-contre taille (contralto-tenore), taille (tenore) e quinte o cinquiesme (quinta [voce]). Nella produzione dei compositori francesi l'organico non era però sempre strettamente definito: diversi studiosi concordano comunque che nella produzione di Lully le quattro parti degli archi fossero violini I e II e viole I e II, uso mantenuto poi nella produzione di Colasse e Charpentier.
Nel Seicento i membri della famiglia del violino erano ancora lontani dall'essere stabilmente definiti. Soprattutto in area germanica vengono però pubblicati una serie di trattati che forniscono importanti testimonianze: uno tra i più significativi è il noto Syntagma musicum (1618-20) di Michael Praetorius, nella cui parte organologica intitolata De Organographia elenca sette membri della famiglia, di cui uno (Tenor Geig) è identificabile con una viola piccola, mentre un altro (bass-Geig da Braccio) è proposto con due differenti accordature (una quinte sotto la viola moderna oppure come il violoncello moderno). Quest'ultimo strumento doveva essere troppo grande per essere suonato in spalla: in alcune testimonianze pittoriche, come un dipinto (1565-70) di Hans Mielich ritraente l'orchestra di Orlando di Lasso o nel dipinto Il concerto di Anton Domenico Gabbiani, le grandi viole vengono tenute contro il petto, inclinate verso il basso, mentre in una stampa di Bernard Picart del 1701 una viola tenore viene suonata tenendola poggiata su uno sgabello.
Nei trattati tedeschi del Seicento la viola viene citata in misura contenuta, riportando principalmente il fatto che veniva suonata alla maniera del violino. Daniel Hizler riferisce tra le informazioni in appendice nel suo Neuen Musica oder Singkunst (1623), un trattato sul canto, che il contralto era accordato come la viola moderna e il tenore una quinta sotto. Un altro trattato di canto è il Musica Moderna Prattica (1658) di Johann Herbst, nel quale l'unico riferimento alla viola è una frase che afferma:
(Herbst, p. 76.)
Ugualmente miseri sono i riferimenti nell'Idea boni cantoris (1688) di George Falck, che riporta il nome dello strumento (Viola da braccio) e indica come chiavi sia quella di contralto sia quella di tenore. Il vasto e significativo trattato di Athanasius Kircher, Musurgia Universalis, contiene esempi di composizioni: per quanto riguarda gli archi riporta una sinfonia per violini (Symphonia pro chelybus) a quattro parti, con due parti di violino, una parte di viola (Alto) e una di Basso di viola scritta in chiave di tenore, probabilmente destinata ad una grande viola più che ad un violoncello o violone.
Il Compendium Musicae Instrumentalis (1695) di Daniel Merck è il primo metodo noto per strumenti ad arco, e tratta dichiaratamente un livello tecnico facile, destinato a studenti non avanzati. Il metodo descrive la viola, accordata come lo strumento moderno, e riporta vari nomi in uso all'epoca in Germania (indicata, tra i vari modi, come Violetta, Soprano Viola, Viola vel Secunda o Französisch Haute Contre, che significa contralto francese). Le parti di hohe Alt o Französisch Taille sono scritte in chiave di mezzosoprano, quelle di ordinari Alt e di viola I, II e III sono in chiave di contralto, mentre il Tenor legge in chiave di tenore. Sono evidenti anche i riferimenti alla strumentazione in uso in Francia, con le sue tre parti centrali di viola.
Il Grund-Richtiger Kurtz (1697) di Daniel Speer è una delle fonti più significative, e alle usuali indicazioni sull'accordatura aggiunge sue esempi di sonate a tre (in fa maggiore e in la maggiore) per due viole e basso. Si tratta di due pezzi brevi (un movimento ciascuna) e facili (destinati a studenti già avviati ma non avanzati; la parte di viola I non lascia mai la prima posizione), e Speer specifica che erano eseguibili anche alla viola da gamba, confermando l'intercambiabilità del repertorio dei due strumenti all'epoca.

### La viola nell'orchestra e nell'opera

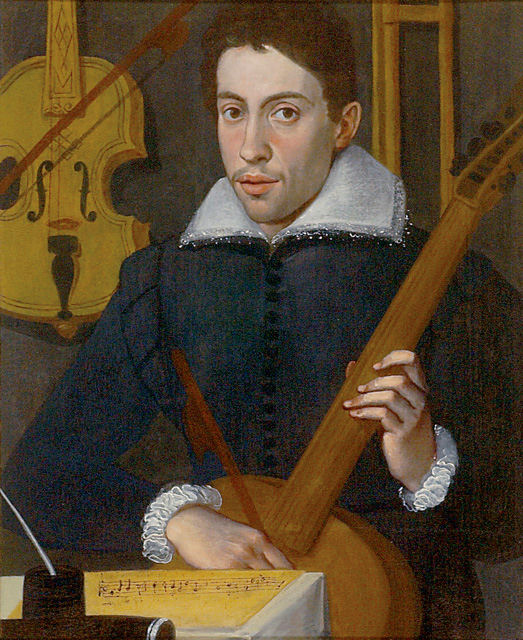
Ritratto anonimo di un violista da gamba (1570-1590 ca.), spesso identificato erroneamente come un ritratto di Monteverdi.

Dall'inizio del XVII secolo i compositori italiani prevedevano delle parti specifiche di viola nell'insieme orchestrale: uno dei primi esempi è il Primo ballo di Lorenzo Allegri, per tre violini, viola, violoncello o viola II e basso. Nei suoi celebri oratori Giacomo Carissimi esclude la viola dall'orchestrazione, mentre nei concerti grossi è tipicamente presente nel ripieno e talvolta nel concertino. Corelli, i cui concerti grossi saranno il paradigma del genere e influenzeranno la produzione non solo italiana ma europea, impiega una parte di viola nel ripieno, composto da due violini, viola e continuo e contrapposto ad un concertino di due violini e violoncello. Tale organico verrà impiegato anche dagli altri compositori della scuola romana e da Händel, ma da parte dei successori di Corelli non mancheranno numerose variazioni, impiegando due parti di viola nell'insieme e una o due parti di viola nel concertino (con parti indipendenti e ben diverse dal solito accompagnamento dell'epoca): ne sono esempi i concerti grossi di Torelli, Locatelli, Tartini e Valentini.
Nel XVII secolo si assiste in Italia alla nascita dell'opera, i cui primissimi esempi sono la Dafne (1597) e l'Euridice (1600) di Jacopo Peri, entrambe su libretti di Ottavio Rinuccini. Il genere si è affermato rapidamente negli ambienti nobiliari e nel 1637, con la nascita a Venezia del teatro imprenditoriale aperto al pubblico, diventa presto un genere nazional-popolare in Italia. Il primo compositore a sfruttare pienamente gli strumenti ad arco nell'opera è Monteverdi, il quale già nella sua prima opera, L'Orfeo, include una famiglia completa di strumenti ad arco. Nella sua produzione successiva sperimenterà molte combinazioni, individuando nel violino lo strumento principe degli archi per soddisfare le sue esigenze musicali drammatiche, ma userà anche la viola in due parti nell'insieme. Molti altri compositori non indicano la viola nelle partiture di quel periodo, e molte parti sono genericamente indicate come violini, anche se si presume che fossero eseguite da vari strumenti a corda e fiati all'unisono, e la viola veniva impiegata probabilmente anche nel raddoppio del continuo.
Nella seconda metà del Seicento l'orchestrazione degli archi nell'opera italiana si stabilizza in cinque parti, con due parti di violino, due di viola e basso, anche se l'effettivo organico strumentale nella realizzazione era variabile: Marco Antonio Cesti indica, per l'esecuzione della sinfonia della sua opera La Serenata (1662), quello che chiama modo francese di suonare, con l'uso di sei violini, quattro viole, quattro violoncelli, un contrabbasso, una spinetta acuta, clavicembalo, tiorba e chitarrone, mentre raccomanda solo spinetta, tiorba e contrabbasso nell'accompagnamento delle arie.

### Musica da camera e musica a solo

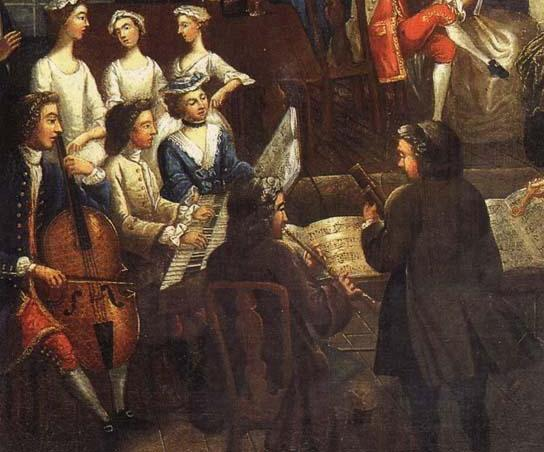
Musicisti che eseguono una sonata a tre (anonimo, XVIII sec.).

Per quanto riguarda la musica da camera, all'alba del Seicento nasce in Italia, nell'area lombardo-veneta, il genere della sonata a tre. I primi esempi ascrivibili a questo genere sono i trii di Adriano Banchieri (1601), Lodovico Bellanda (1607) e Biagio Marini (1617), che poi si diffuse nel resto della penisola e raggiunse l'apice nella scuola romana, con le quattro pubblicazioni (op. 1-4) di Arcangelo Corelli, che influenzerà notevolmente la produzione del resto d'Europa. La locuzione "a tre" si riferisce non tanto al numero di musicisti quanto al numero di parti, alla cui realizzazione poteva partecipare un numero maggiore di esecutori: l'organico era tipicamente di due violini o due flauti per le parti superiori (meno comunemente due cornetti o due oboi), mentre la parte del basso era tipicamente realizzata da diversi musicisti, di solito uno strumento polifonico a tastiera (organo, clavicembalo o simili strumenti) o uno strumento a pizzico grave (tiorba, chitarrone o arciliuto) insieme a uno strumento ad arco grave (viola da gamba bassa, violoncello, contrabbasso). In questo nuovo genere musicale la viola era esclusa sia dalle parti principali sia dall'accompagnamento, e questo è stato uno dei primi motivi che ne causeranno una perdita di importanza e un ritardo nello sviluppo dello strumento e della sua tecnica nel periodo a seguire. In parallelo la viola venne ignorata anche come strumento solistico, mentre nello stesso periodo sia il violino sia il violoncello si affermarono come strumenti a solo.
La letteratura per viola solistica dell'epoca infatti era probabilmente in buona parte attinta dalla musica per viola da gamba, pratica comune tra il XVII e l'inizio del XVIII secolo, e pochissime composizioni sono state scritte per viola sola, soprattutto per via della scarsa richiesta. Vengono talvolta citati una sonata per viola (1651) di Massimiliano Neri, una per violino e viola (1644) di Nicolaus Kempis e una sonata per viola di Carlo Antonio Marini, riportati anche da Franz Zeyringer nella sua Literatur für Viola, ma Walter Lebermann nella sua analisi della letteratura antica per viola osserva che la prima è in realtà una sonata a dodici parti e non un solo per viola, la seconda era una sinfonia a tre violini e basso continuo, mentre la terza era una sonata per viola da gamba stampata nel 1673.

### Scuola veneziana
Nella scuola veneziana la viola aveva una o due parti proprie. Al tramonto del Rinascimento il quartetto d'archi orchestrale abbandona la doppia o tripla viola e si avvia verso la moderna forma, con due violini, viola e violoncello/basso. Anche se nell'orchestra le parti di viola si riducono ad una, essa gode di maggiore attenzione rispetto al passato: un primo esempio di questa tendenza è nella sinfonia della Messalina (1680) di Carlo Pallavicini, che usa una sola parte di viola che gode però di maggior rilievo. In questi contesti la viola era usata soprattutto per effetti particolari: esempi significativi di impiego sono nel Creso (1678) di Antonio Draghi, con due viole concertanti nel ritornello o una parte completa nel quintetto d'archi che accompagna un'aria del secondo atto. L'uso della viola concertante si è diffuso nelle lamentazioni, di cui sono esempi notevoli quelle dell'Onorio in Roma (1692) di Carlo Francesco Pollaroli o del Candaule (1679) di Pietro Andrea Ziani.

### Inghilterra

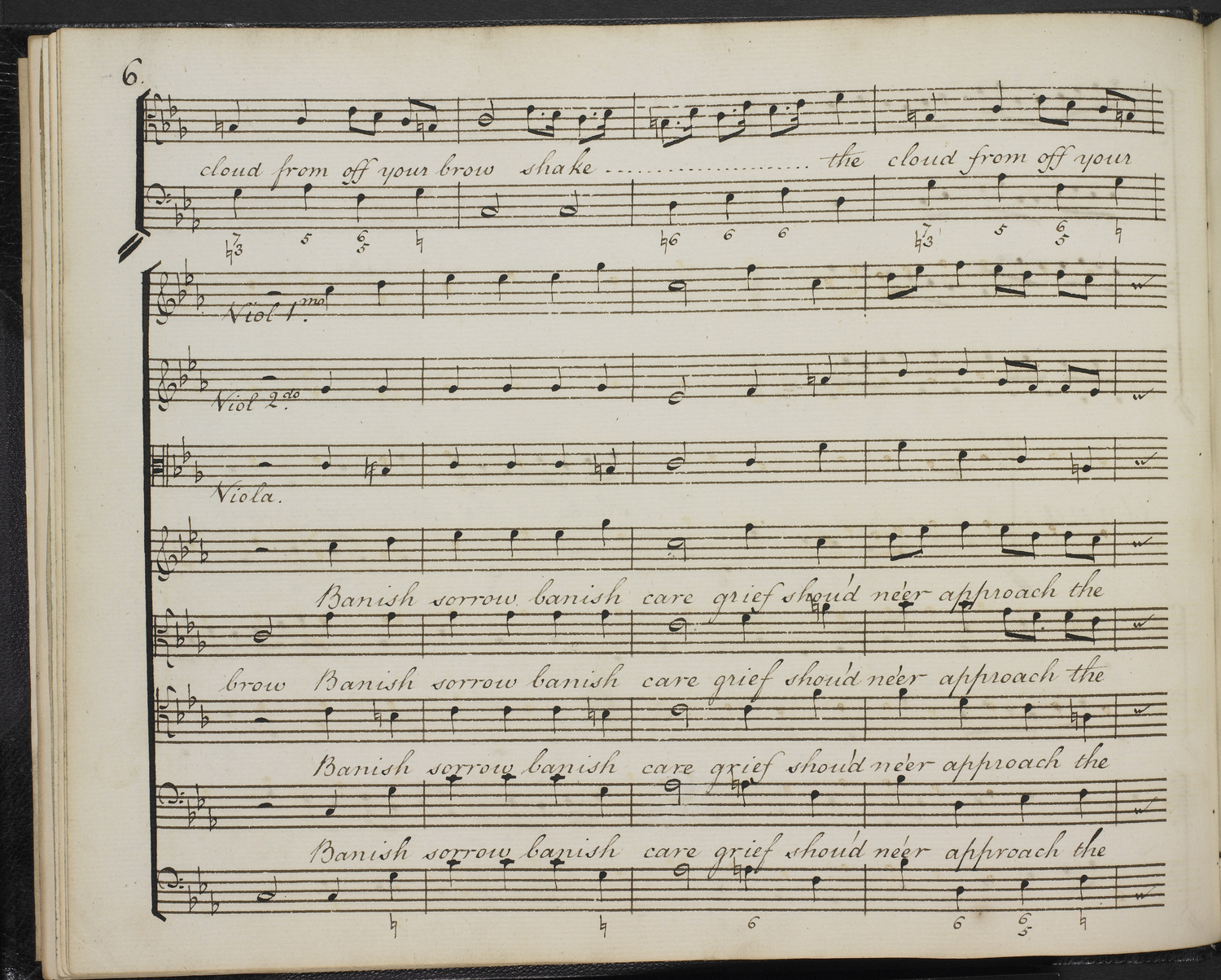
Pagina della partitura di Dido and Aeneas di Henry Purcell.

In Inghilterra la viola, chiamata nel Seicento tenor, mean o meane, godeva di poco spazio, come la famiglia del violino in generale; la turbolenza politica e religiosa dell'epoca aggravò inoltre il disinteresse per la musica orchestrale, che tornò in auge con la restaurazione di Carlo II, il quale fu influenzato positivamente durante l'esilio a Versailles. Entrato in contatto con i Vingt-quatre Violons du Roi e con i Petit violons du Roi (noti anche come la petite bande), al suo ritorno in patria sul trono d'Inghilterra istituì un'analoga orchestra di corte di 24 strumenti ad arco, riorganizzando i violinisti in servizio e assumendo nel 1660 nove nuovi musicisti per ampliare l'ensemble fino a tale dimensione. Nell'anno seguente il re dispose di selezionare 12 dei 24 strumentisti perché costituissero un ensemble ridotto, analogo alla petite bande della corte francese. A differenza però di quest'ultima, i 12 violini di Carlo II erano anche parte dei 24 e non un'orchestra distinta, e l'orchestra aveva un'unica amministrazione, con due liste di dodici musicisti. A seconda delle necessità della corte, venivano impiegati solo i 12 violini oppure tutti e 24, e in seguito anche i restanti 12 che erano esclusi dal servizio ridotto vennero impiegati come ensemble distinta.
In questo modo gli strumenti della famiglia del violino si elevarono anche in terra britannica, passando da umili strumenti di danza a strumenti nobili, e anche il tenor guadagnò una maggiore rispettabilità. La viola aveva però un posto più marginale rispetto al violino e al violoncello, e nei trattati inglesi dell'epoca, come quello di John Playford, i riferimenti alla viola comparvero solo nella dodicesima edizione (un capitolo sul violino compariva a partire dalla terza edizione). Anche i compositori inglesi non offrivano molto allo strumento e nelle opere, come quelle di Matthew Locke, la viola aveva un mero ripieno armonico. Un ruolo più significativo si trova nella produzione di Henry Purcell, che in Dido and Aeneas e nel suo King Arthur le assegnò una parte più libera e svincolata dal raddoppio della parte di tenore.

### Germania
Nel XVII secolo la Germania era sicuramente la zona nella quale la viola godeva di maggior interesse in Europa. La viola trovava posto nella musica d'insieme in composizioni significative, ad esempio a Dresda nel Capriccio stravagante (1628) di Carlo Farina, scritto per violino, viola contralto, viola tenore e basso, o nella suite in sol maggiore di Johann Hermann Schein, scritta per canto, quinta, alta e tenore (probabilmente per due violini e due viole o un violino e tre viole). In diverse composizioni la viola, anche nell'insieme, andava oltre il semplice accompagnamento, ad esempio nella sonata per violino di Johann Heinrich Schmelzer, per violino solo, quattro viole e basso, o nelle sonate per violino, viola e trombone raccolte nel Sacroprofanus concertus musicus (1662) dello stesso autore.
In area tedesca sono state composte inoltre alcune sonate a tre con una parte di viola, benché assai rare perché, come detto, la viola era esclusa dalla tipica sonata a tre italiana. Lavori di questo tipo sono stati scritti dal già citato Schmelzer, da Biber, da Bestal, da Woja e da almeno tre autori anonimi. Nella sonata di Woja è addirittura riportata l'indicazione:
(D. Woja, triosonata)

## La viola nella liuteria del XVII e XVIII secolo

### Giovanni Paolo Maggini

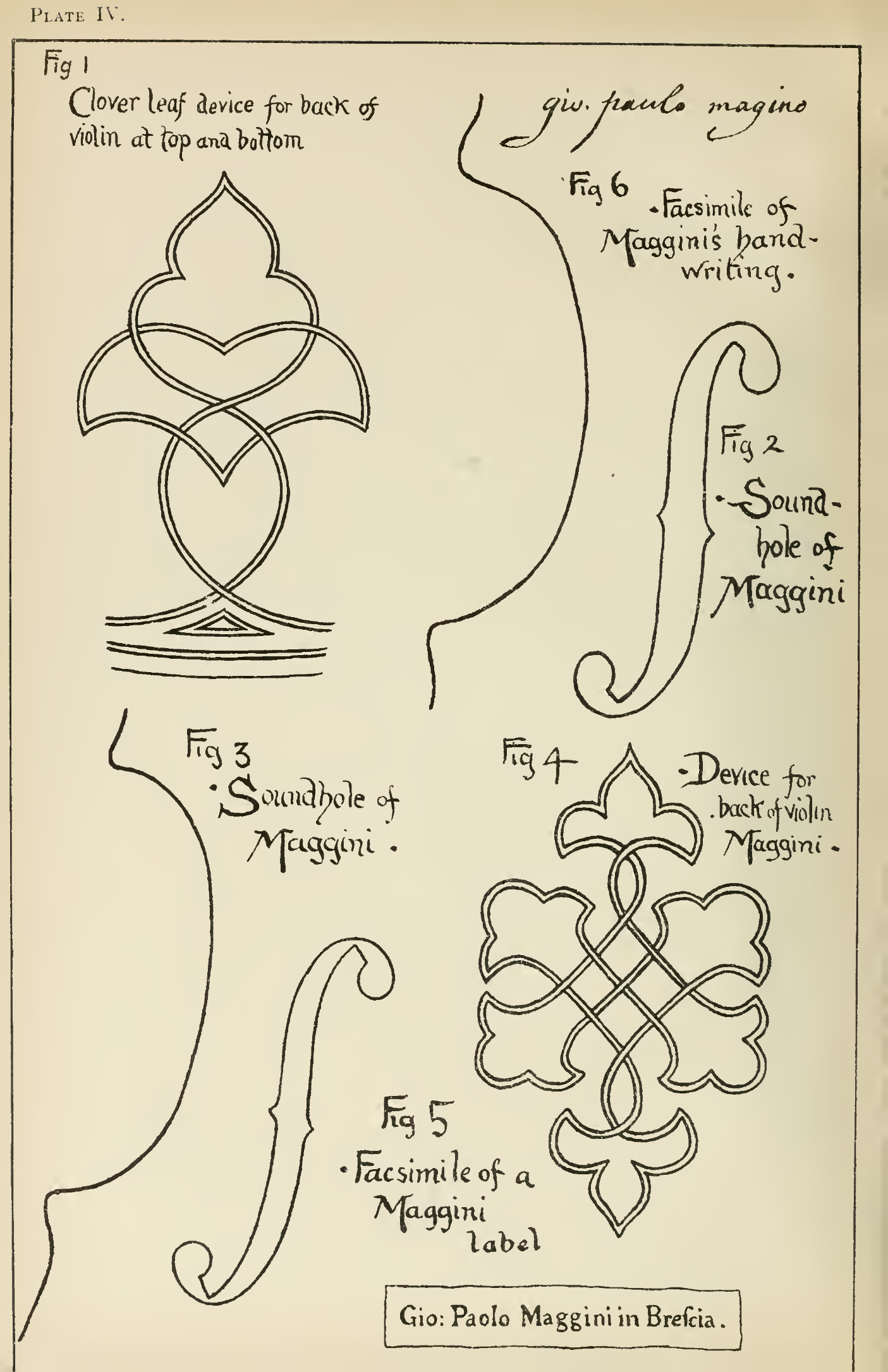
Illustrazione delle ƒƒ, delle decorazioni e delle etichette di Maggini.

L'allievo più celebre di Gasparo da Salò, ultimo esponente della scuola bresciana, è stato Giovanni Paolo Maggini, che ha studiato con Bertolotti dal 1598 al 1604. Questi, pur conservando la positiva influenza del maestro, ha presto sviluppato un suo stile personale ed indipendente. Lo stile di Maggini era inizialmente molto austero, come quello del maestro, ma progressivamente si è raffinato raggiungendo una cura nei dettagli ed una estetica molto elevate. I suoi strumenti, come quelli del suo insegnante, sono di ottima qualità ma assai rari.
Maggini ha dato un impulso notevole alla modernizzazione della viola, assecondando le richieste dettate dal nuovo stile e dalla nuova tecnica di quel periodo, dando un significativo contributo allo sviluppo di una sonorità nuova per tale strumento. Le sue misure tipiche sono minori rispetto a quelle di Gasparo (circa 42,8 cm, scesi poi intorno a 41,5 cm, contro i tipici 44,4 cm del suo maestro), rifacendosi probabilmente alle misure della viola contralto del 1615 di Antonio e Girolamo Amati. Il ponte era tipicamente collocato più in alto nella cassa, e per quanto tale soluzione fosse antiestetica aveva il vantaggio di ridurre la lunghezza delle corde vibranti e quindi di rendere lo strumento più comodo e maneggevole da suonare, mantenendo allo stesso tempo un buon punto di contatto al ponte per la trasmissione delle vibrazioni al piano armonico.
Maggini ha costruito poche viole, probabilmente come conseguenza della minore richiesta all'epoca rispetto a quanto avveniva durante l'attività del suo maestro, per via dell'affermazione del violino. Uno degli esemplari più significativi della sua produzione di viole è la Dumas: considerata l'apice della produzione di viole di Maggini, la sua qualità non è inferiore alla migliore produzione dei più grandi liutai dell'epoca e precedenti. Per alcuni aspetti tecnici può essere considerata uno strumento innovativo per la sua epoca, anticipando alcune caratteristiche che saranno proprie del modello long Strad.

### Liuteria cremonese
Nicolò Amati ha costruito poche viole, principalmente a causa della scarsa domanda, e rimangono almeno sette suoi strumenti. Anche suo figlio Girolamo ha costruito assai poche viole ma di ottima qualità e di esse sopravvivono almeno tre strumenti, tra i quali una viola del 1705 in eccellenti condizioni.
Tra gli apprendisti di Nicolò Amati, Andrea Guarneri fu un importante costruttore di viole. Guarneri aveva una propria eccellente concezione delle viole piccole (circa 41,3 cm) e i suoi strumenti, benché numericamente non numerosi, sono oltremodo pregiati. Oltre a un tenore (48,2 cm) del 1664, sono note quattro viole piccole costruite da Guarneri (una del 1676, due del 1690 e una del 1697). La prima è considerata uno dei lavori più pregevoli del liutaio, e gli strumenti successivi non sfigurano a confronto. L'ultima viola, nota oggi come Guarneri Primrose, è stata costruita probabilmente con l'aiuto del figlio Giuseppe Giovanni Battista, ed è una delle più pregevoli viole antiche esistenti. Non sono note viole costruite dai figli di Andrea, Pietro di Mantova e il già citato Giuseppe, e dai nipoti Pietro di Venezia e Giuseppe del Gesù.
Anche nella produzione di Antonio Stradivari le viole sono una percentuale molto ridotta (2,5% tra gli strumenti noti) e si hanno notizie su solo diciannove suoi strumenti. Tra le ordinazioni speciali vi sono due viole (un contralto e un tenore) facenti parte di un quintetto destinato alla corte di Ferdinando de' Medici, entrambe conservate in eccellenti condizioni: il tenore toscano è lo strumento meglio conservato in assoluto della produzione stradivariana e si trova al museo del Conservatorio Luigi Cherubini di Firenze, mentre il contralto toscano è custodito presso la Biblioteca del Congresso. Un altro tenore è stato costruito per la corte spagnola nel 1696 ed è ora conservato a Madrid insieme ai due violini e al violoncello (tutti strumenti riccamente decorati ad intarsio) che componevano il resto del quintetto (il contralto è stato separato dal resto del quintetto). Un terzo tenore è citato insieme ad un contralto in una seconda ordinazione del 1707 per la corte di Spagna, ma entrambi gli strumenti sono andati perduti, così come non resta alcuna traccia di altre due viole che figurano in una ordinazione per il Duca di Savoia, ammesso che siano state effettivamente costruite. Anche Paganini possedeva una viola Stradivari del 1731, molto apprezzata dal virtuoso violinista, oggi parte del Quartetto Paganini presso la Corcoran Gallery a Washington. Tra gli altri strumenti particolarmente pregiati sopravvive la Stradivari Gibson, del 1734, e la Stradivari MacDonald del 1701, considerata una tra le più preziose viole del liutaio cremonese e messa all'asta da Sotheby's nel 2014 con una base di 45 milioni di dollari, rimanendo però invenduta.

### Liuteria inglese
Nel Settecento inglese la costruzione di viole era modesta, riflettendo lo scarso interesse per lo strumento da parte di compositori ed interpreti. La produzione è stata numericamente molto contenuta e qualitativamente inferiore rispetto a quella italiana; gli strumenti migliori provenivano dai costruttori londinesi, come Daniel Parker, Peter Wamsley o William Forster, salvo alcune eccezioni, come Benjamin Banks, che dopo aver studiato a Londra ha aperto la sua bottega a Salisbury. La produzione di Parker, inizialmente ispirata ad Amati, si rivolge successivamente ai modelli di Stradivari, introducendoli in terra inglese. Anche Wamsley, costruttore di viole oggi piuttosto rare ma estremamente pregevoli, si basa su modelli stradivariani, dopo un iniziale influsso della scuola austriaca di Stainer. Anche Forster ebbe un iniziale stile staineriano, passando poi a modelli Amati realizzati con misure piccole (38,1 cm circa) ma con fasce alte. Forster ha ricevuto commissioni anche per l'orchestra privata di re Giorgio III. Banks, apprendista presso Wamsley a Londra prima di spostarsi a Salisbury, costruiva invece viole molto grandi e sonore, anche lui su modelli staineriani e degli Amati.
Nel contesto londinese rientra anche la produzione di Vincenzo Panormo, liutaio italiano che si trasferì nella capitale inglese dopo aver studiato a Cremona, probabilmente con Bergonzi. I suoi strumenti di eccezionale fattura, basati su modelli cremonesi, gli valsero fama internazionale. Suo figlio George Louis si dedicò principalmente all'archetteria, diventando un nome importante del settore, e soprattutto i suoi archi da viola sono molto pregevoli.

## La viola nel XVIII secolo

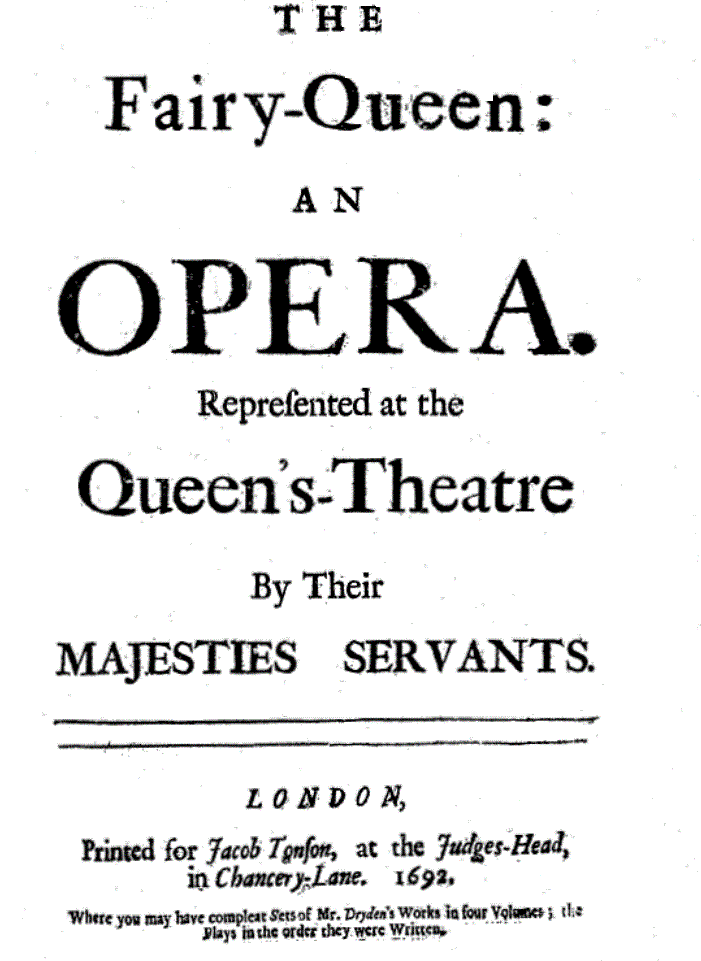
Frontespizio della Regina delle fate di Purcell.

Nel XVIII secolo la produzione di viole è nettamente inferiore rispetto al passato e se fino alla metà del XVII secolo venivano costruite principalmente viole di grandi dimensioni, nella seconda metà del secolo si ha un cambio di tendenza, con una drastica diminuzione nella produzione di tenori e una crescente richiesta di contralti. Il declino della misura di tenore è dovuto anche alla diffusione, a partire dall'inizio del XVIII secolo, delle corde basse in budello o seta fasciate in metallo (tipicamente rame o argento): la tecnica della fasciatura consentiva infatti di costruire corde basse più sottili e flessibili, che sostenevano meglio le note gravi. Ciò è in parte dovuto alle mutate esigenze musicali: oltre alla già citata riduzione del numero di parti in ensemble, la viola è esclusa dai generi cameristici imperanti all'epoca, ovvero la già citata sonata a tre e la sonata per violino e basso continuo. D'altra parte la necessità di strumenti, minore rispetto al passato per via dei motivi appena esposti, era già in buona parte sopperita dall'abbondanza di viole di varie taglie prodotte in gran numero nel secolo precedente. Non stupisce quindi, per esempio, che nella produzione di Stradivari si abbia notizia di meno di una ventina di viole contro centinaia di violini e ne sono sopravvissute una decina, fra le quali solo un tenore.
La viola ricopriva soprattutto il ruolo di tenore o di contralto. Occasionalmente veniva impiegata in altri ruoli, soprattutto per effetti coloristici particolari, ad esempio come basso nell'aria per soprano See, even Night herself is Here dalla Regina delle fate di Purcell (il cui accompagnamento si componeva di due violini in sordina e viola) o nel secondo movimento del concerto per violino in la minore n. 6 dall'estro armonico di Vivaldi (accompagnamento di due violini e viola).
Con il mutamento dello stile di scrittura e la minore importanza della polifonia contrappuntistica a favore della melodia accompagnata, la parte di viola perde molta dell'importanza che aveva in passato, mentre il violino acquista un ruolo preminente in orchestra. Nella scrittura galante posteriore a Bach, la viola rimane in orchestra quasi per convenzione, retaggio del passato, il cui unico scopo era arricchire il ripieno orchestrale. Essendo tali parti di viola tecnicamente più semplici rispetto alle parti di violino, il ruolo di violista in orchestra era spesso riservato a musicisti poco competenti, spesso violinisti incapaci.

### Inghilterra
Nella produzione inglese la musica per viola del Settecento è estremamente limitata. Una notevole eccezione è rappresentata dai concerti grossi di Francesco Geminiani, che impiega dapprima la viola nel concertino della sua op. 7 e successivamente in una revisione dei concerti grossi op. 2, indice di un certo successo di tale organico, nonostante la parte di viola del concertino avesse meno pretese e una tecnica decisamente più modesta rispetto ai violini e al violoncello soli. Nella limitatissima produzione solistica rientrano i concerti per viola (1759) di William Herschel e le sonate (1770) di William Flackton. Quelle di Flackton sono le prime sonate per viola pubblicate in Inghilterra, e lo stesso autore nella prefazione dell'op. 2 specifica che a Londra non era disponibile musica per viola sola e che la sua pubblicazione voleva rimediare una simile situazione, oltre a fornire altre importanti testimonianze sulla considerazione per lo strumento all'epoca:

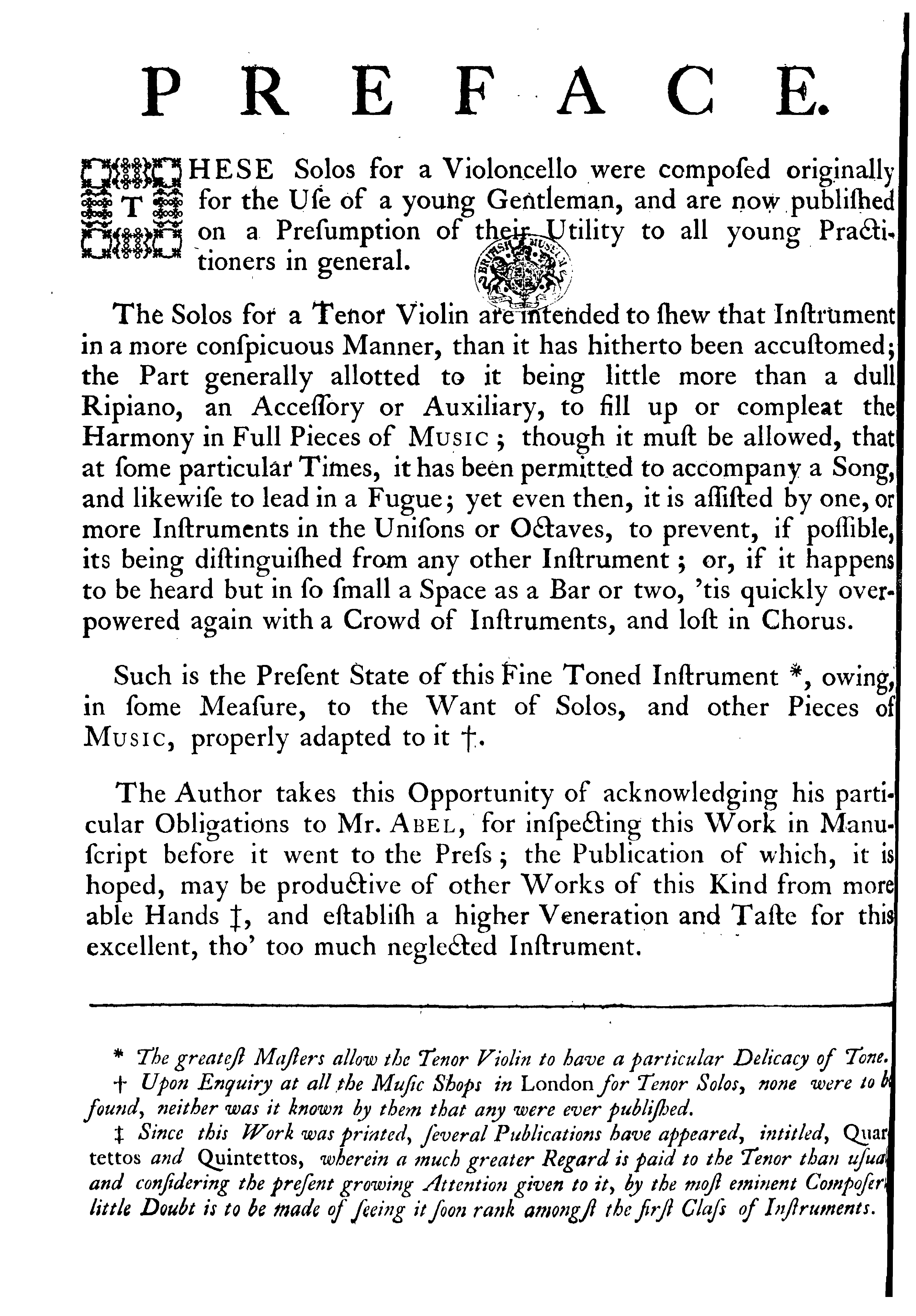
Prefazione alle sonate di William Flackton (Londra, 1770).

I soli per violino tenore [viola] sono intesi per mettere in mostra lo strumento in una maniera più significativa rispetto a quella impiegata fino al momento; le parti generalmente la destinavano a poco più che un insulso ripieno, un accessorio o un ausilio, per riempire o completare l'armonia nelle composizioni; quando le è stato permesso, in alcuni particolari momenti, di accompagnare un canto, o similmente di guidare in una fuga, anche in quei casi era assistita da uno o più strumenti in unisono o in ottava, per prevenire, se possibile, che essa si distinguesse dagli altri strumenti; se succedeva di sentirla distintamente nel piccolo spazio di una battuta o due, era rapidamente sopraffatta di nuovo da una moltitudine di strumenti, e rimessa nell'insieme.
Questo è lo stato presente di tale strumento dal suono raffinato*, in credito in una certa misura, della necessità di soli e altri pezzi di musica propriamente adatti ad esso†.
[...] questo lavoro [...] la cui pubblicazione, si spera, possa stimolare simili lavori ad opera di mani più abili‡, stabilendo maggior venerazione e gusto per questo eccellente benché molto negletto strumento.
* I più grandi maestri permettono al violino tenore di avere una particolare delicatezza di suono.
† In una ricerca presso tutti i negozi di musica di Londra, non è stata trovata nessuna musica a solo o altri pezzi di musica per tenore, e nessuno sapeva che ne fosse mai stata pubblicata alcuna.
‡ Da quando quest'opera è stata stampata, molte pubblicazioni sono apparse, quartetti e quintetti, nelle quali è prestato un riguardo notevolmente maggiore al tenore rispetto al solito, e considerando l'attenzione tuttora crescente prestata allo strumento dai più eminenti compositori, vi sono pochi dubbi sul fatto che diventerà presto uno tra gli strumenti di prima classe.»
(William Flackton, prefazione alle sonate op. 2 (testo originale nell'immagine a lato))
Nonostante l'ottimismo espresso da Flackton nella sua pubblicazione, nel corso del Settecento la viola è invece gradualmente decaduta in un ruolo subalterno.

### Germania

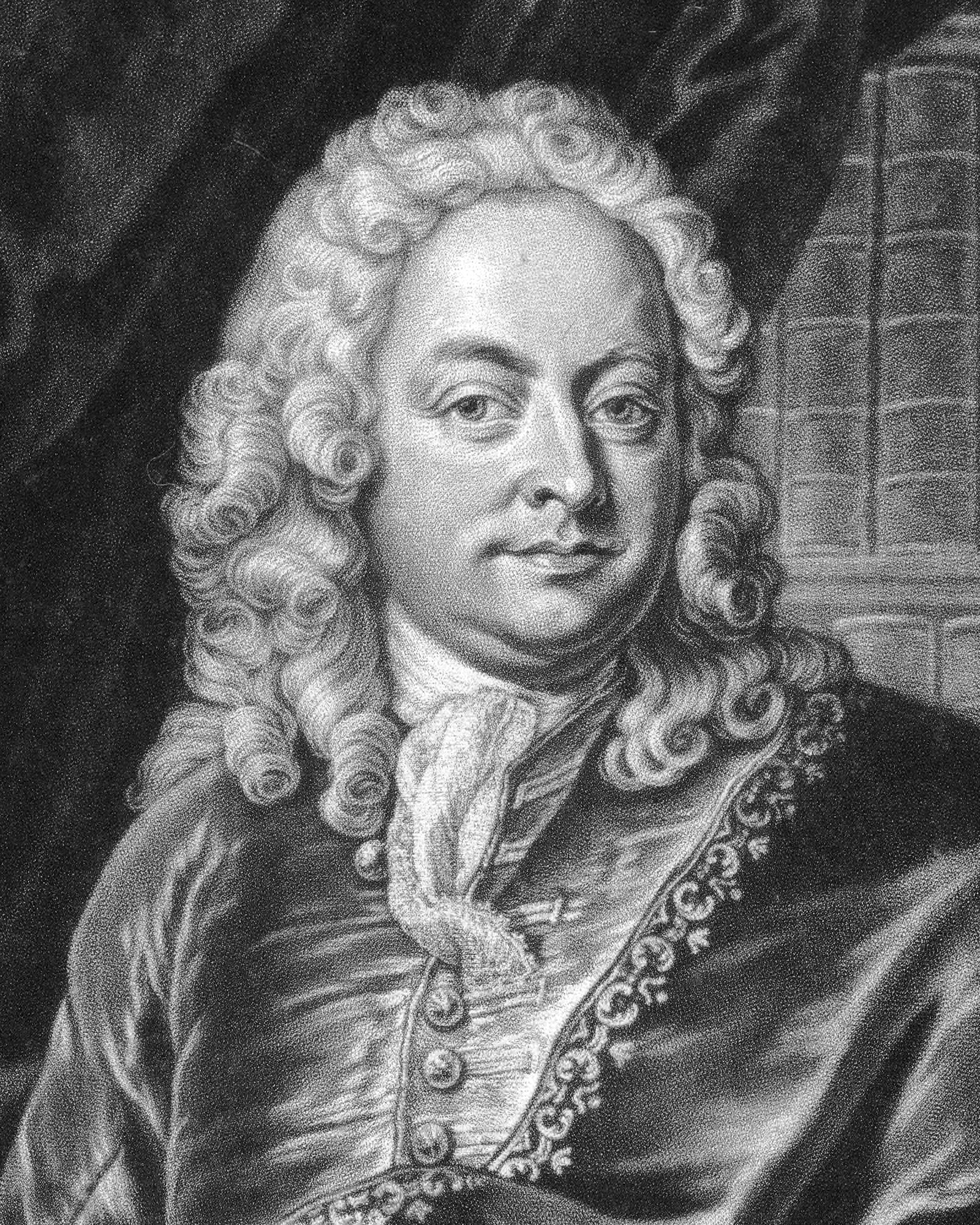
Incisione ritraente Johann Mattheson (1746).

In Germania diversi trattati forniscono anche in questo periodo molte informazioni sulla viola e sul suo impiego. Il trattato Das neu-eröffnete Orchestre di Johann Mattheson descrive lo strumento:
(Mattheson, p. 283)
La viola era quindi uno strumento di ripieno delle parti centrali (füllende) ormai usata in due parti rispetto alle tre della musica lulliana, e a volte era anche impiegata come strumento solista o di accompagnamento tematico nelle arie. Johann Gottfried Walter nel suo Lexicon non fornisce dettagli particolari ma testimonia il fatto che nell'insieme la viola era intercambiabile con la viola da gamba piccola, e Joseph Eisel aggiunge che la viola era impiegata come solista nei concerti di Telemann.

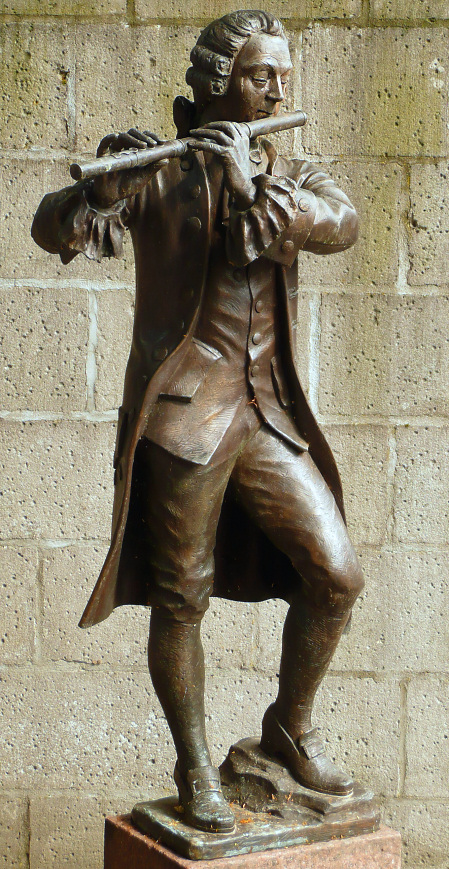
Statua ritraente Johann Joachim Quantz a Scheden.

Il celebre trattato Versuch einer Anweisung die Flöte traversiere zu spielen (1752) di Johann Joachim Quantz fornisce, insieme a molte utili informazioni sulla musica dell'epoca, alcune preziose testimonianze sulla viola e sulla sua condizione:
Il violista non deve solo essere capace di suonare abilmente, come i violinisti, ma deve anche intendersi di armonia: in modo che, nell'insieme, quando si trova insieme al basso sappia suonare con moderazione, affché la sua parte non risalti troppo rispetto all'altra.
[...]
Se vuole migliorare, un vuon violista può suonare una parte concertante suonando bene tanto quanto un violinista: ad esempio in un trio o un quartetto concertante. Questa gradevole musica potrebbe essere una motivazione, in quanto pochi violisti dedicano al loro lavoro la pratica costante che dovrebbe essere necessaria. I violisti credono che conoscendo alcune nozioni di temo e ritmo, non sia richiesto loro altro. Tale luogo comune è molto dannoso. Se i violisti si applicassero con la dovuta cura potrebbero migliorare con facilità la loro condizione, invece di rimanere violisti per tutta la vita, come in genere succede. Vi sono numerosi esempi di persone che, dopo essere stati violisti in gioventù, hanno raggiunto un notevole successo musicale. E in seguito, dopo aver raggiunto una buona qualifica, non si sono vergognati di riprendere la viola in caso di necessità. In realtà chi suona l'accompagnamento prova più piacere rispetto a chi esegue la parte concertante, e ogni vero musicista ha interesse in tutto l'insieme, sia indifferentemente la prima o l'ultima parte.
[...]
Poiché una viola, se si tratta di uno strumento di buona qualità e sonorità, è sufficiente contro quattro o sei violini, il violista deve contenere la sua sonorità se suona insieme a solo due o tre violini, in modo da non coprirli, soprattutto se c'è un solo violoncello o contrabbasso. Le parti centrali, che prese a sé sono meno piacevoli all'ascolto, non devono essere mai forti come quelle principali. Per questo motivo il violista deve discernere se le note che sta suonando sono melodia o armonia. Nel primo caso deve suonare con forza analoga ai violinisti, nel secondo caso più dolcemente.
[...]
Quando suona in trio o in quartetto, il violista deve studiare accuratamente gli strumenti con i quali si accompagna, in modo da correggere, a seconda del caso, la maggiore o minore sonorità dello strumento. Se suona con un violino deve avere quasi la stessa sonorità, con un violoncello o un fagotto la medesima, contro un oboe deve suonare più piano, perché ha un suono più leggero rispetto alla viola. Con un flauto deve suonare molto dolcemente, specie se questo suona nel registro grave.
Quando il violista accompagna da solo un trio, in assenza del violoncello, deve per quanto possibile suonare un'ottava più in basso del solito [...]
Le indicazioni su altri aspetti di arcate, attacco e legatura, espressività, staccato, dinamica, accordatura etc. che si trovano nelle precedenti e successive parti di questo capitolo possono essere utili sia al violista che al violinista di ripieno, non solo perché è bene che venga a sapere queste cose, ma anche perché, presumo, non vorrà rimanere un violista per sempre.»
(Quantz, pp. 207-211)
Oltre a fornire indicazioni estetiche pratiche per la concertazione, riguardanti anche la dinamica e il bilanciamento anche in relazione alla sonorità degli altri strumenti, sottolinea la scarsa qualità tecnica dei violisti e la loro non invidiabile condizione, indicando i possibili margini di miglioramento, ma tenendo presente che l'obiettivo di tale elevamento potrebbe essere l'abbandono della viola a favore di qualche strumento "migliore", indicando il rimanere violista per tutta la vita come un destino non invidiabile. Tali osservazioni facevano però probabilmente riferimento al livello medio dei violisti, mentre nell'ambiente della corte la qualità dei musicisti, anche alla viola, doveva essere a livelli ben più alti: lo stesso Quantz, come gli altri compositori attivi a corte, prevedevano parti di viola assai impegnative e ben al di sopra della media.
Anche nella produzione tedesca la viola passa infatti in secondo piano in questo periodo, ma in misura minore rispetto al resto d'Europa; in ogni caso lo sviluppo della musica per viola in area tedesca è disomogeneo e concentrato in pochi centri di produzione musicale. Tra questi vi erano Amburgo, con la sua fiorente scuola operistica nella quale la viola aveva una posizione meno subalterna, Berlino, con la sua orchestra di corte particolarmente eccellente e l'ambiente musicale qualitativamente molto alto, Mannheim, uno dei centri più importanti per lo sviluppo della sinfonia e dell'orchestra nel XVIII secolo, e Vienna, centro musicale di primo piano e "capitale" del Classicismo.
A queste zone di produzione musicale si somma il contributo individuale di alcuni musicisti di primo livello che tenevano in grande considerazione lo strumento, anche se la maggior parte delle volte questo non si rifletteva in una produzione di musica solistica. Esempi sono il già citato Telemann, autore anche di concerti e musica concertante per viola, oltre che di musica per viola da gamba eseguibile alla viola, e Johann Sebastian Bach, che prediligeva ad esempio suonare la viola in orchestra piuttosto che il clavicembalo o il violino.

#### Mannheim

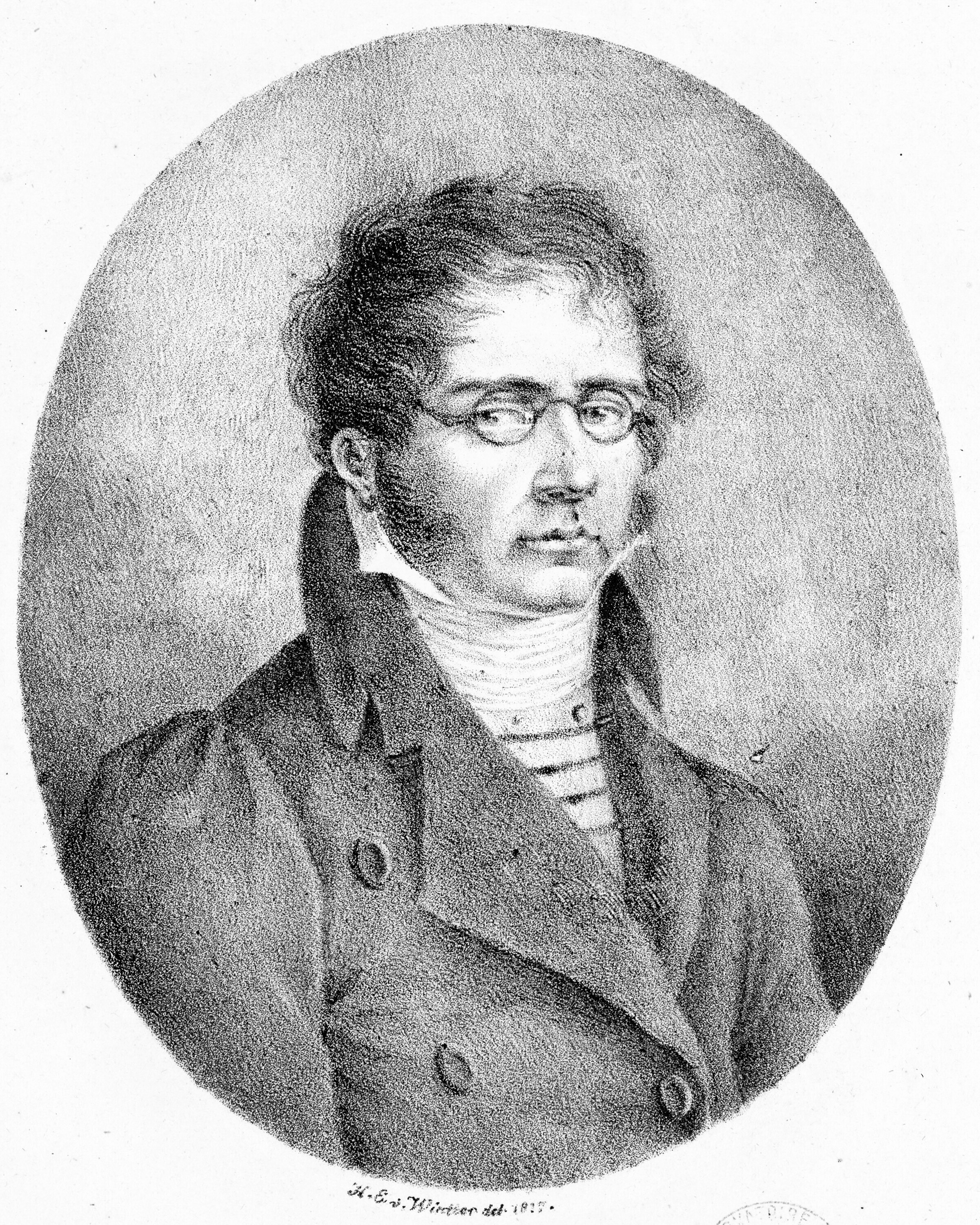
Ritratto di Franz Danzi.

Mannheim era un centro di prima importanza musicale nel XVIII secolo, ed è stato uno dei principali luoghi di sviluppo dell'orchestra e della musica sinfonica. Molti compositori della scuola di Mannheim si interessarono alla viola, e su tutti spicca la famiglia Stamitz: i cui principali esponenti erano Johann Stamitz e i suoi figli Carl e Anton. Produssero concerti, sonate, musica concertante e musica da camera per viola e per viola d'amore, e in particolare Carl fu un celebrato virtuoso che si esibiva con grande successo come viola solista e i suoi concerti sono tra i più importanti tra la musica per viola del Classicismo.
Oltre che dagli Stamitz, la viola era uno strumento tenuto in gran considerazione da altri compositori della scuola di Mannheim, tra i quali spiccano Ignaz Holzbauer, autore di un concerto in mi bemolle, Christian Cannabich, Ludwig August Lebrun e Erns Eichner, autori di duetti per violino e viola, Franz Danzi, che ha composto sei duetti per viola e violoncello, Joseph Martin Kraus, autore di una sonata per flauto e viola.

#### Berlino
La corte di Federico II di Prussia era molto attenta alla musica e raccoglieva molti tra i più importanti musicisti del panorama tedesco, e nella loro produzione si ritrovano lavori significativi per viola. Carl Philipp Emanuel Bach è stato uno dei più prestigiosi musicisti in servizio a corte (all'epoca la sua fama era di gran lunga superiore a quella del padre) e ha scritto almeno una dozzina di trii che usavano la viola, in varie combinazioni con violino, flauto, violoncello e pianoforte. Intorno alla corte ruotava anche l'attività della famiglia Benda, i cui principali esponenti erano František Benda e suo fratello minore Jiří Antonín. Il primo era stato violista prima di passare alla direzione dell'orchestra di corte, ed è stato autore di diversi concerti per viola, mentre il fratello ha composto anch'egli almeno un concerto e diverse sonate per lo strumento. Anche Johann Gottlieb Janitsch, compositore berlinese piuttosto sottovalutato, ha composto molta musica per viola, tra cui numerose sonate per viola e vari strumenti, mentre Carl Friedrich Zelter, eminente compositore e insegnante, ha scritto un noto concerto per viola in mi bemolle maggiore.

#### Classicismo viennese
La viola ha recuperato una migliore posizione nella produzione cameristica del Classicismo viennese, a partire da Haydn, nella cui produzione il ruolo della viola è ancora piuttosto subalterno, ma trova un certo spazio nella sua musica da camera. Un solo di viola si trova nella quarta variazione, nel secondo movimento del Kaiserquartett (op. 76 n. 3), e lo strumento è usato negli oltre 120 trii per viola, baryton e violoncello scritti ad uso del principe Nicola I Esterházy. Mozart prediligeva suonare la viola nella musica da camera o nelle esecuzioni della sinfonia concertante, e le riserva parti interessanti nella sua produzione cameristica. Anche Beethoven in gioventù ha lavorato come violista, e lo strumento trova un ruolo impegnativo e innovativo in diverse sue composizioni.

## La viola nell'opera del XVIII e XIX secolo

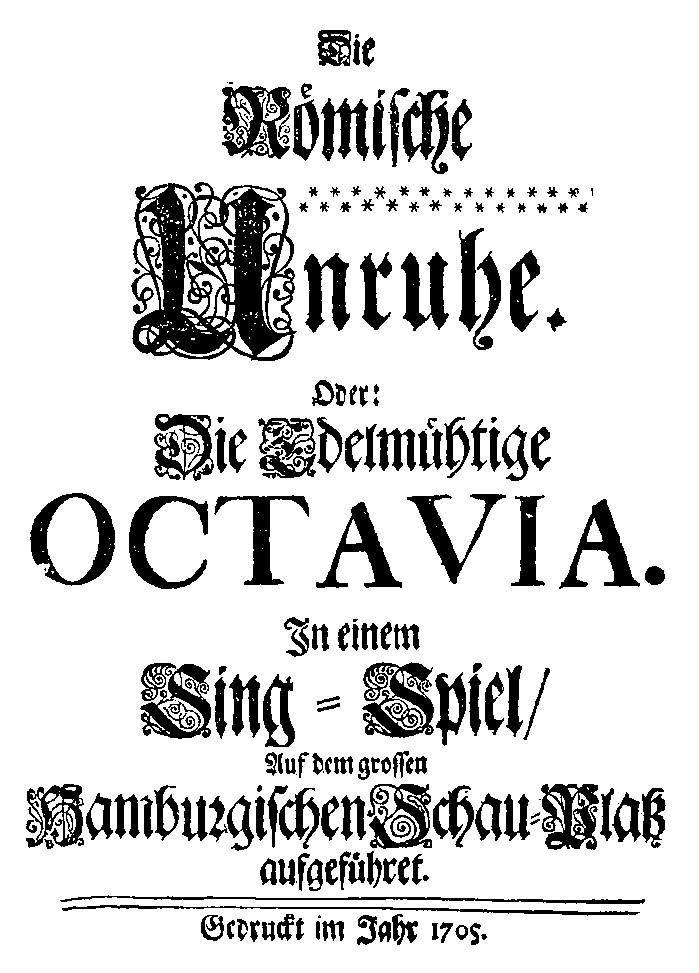
Frontespizio del libretto dell'Ottavia di Reinhard Keiser.

Il principale centro di sviluppo dello stile operistico tedesco del Settecento è stato Amburgo, mentre altrove dominava in genere il ben più influente stile italiano. Tra la fine del XVII e l'inizio del XVIII secolo la viola fa la sua prima comparsa nell'opera come strumento concertante solo, e Amburgo è il principale centro di tale impiego, oltre ad alcuni esempi nella scuola veneziana. Il primo esempio noto di viola concertante è una sonata nelle Promesse degli dei (1697) di Ferdinand Tobias Richter.
Reinhard Keiser, tra i più influenti compositori della scuola amburghese, usa la viola sola nelle sue opere; nelle prime (ad esempio Adonis, 1679, e Janus, 1698) lo strumento è indicato come violetta ed è usato all'unisono nelle arie. In Diana (1712) e nel Cupido (1724) l'estensione della viola nei soli sale fino al mi acuto (un'ottava sopra la prima corda del violino), al limite della corta tastiera in uso all'epoca, e nell'Ottavia (1705) la viola concertante è un tratto distintivo dell'accompagnamento di diverse arie di Nerone. Analogamente, la viola caratterizza diverse arie d'amore di Antioco nell'Antioco e Stratonice (1708) di Christoph Graupner, che comprende un solo di viola dal livello di difficoltà virtuosistico. Händel nel suo periodo ad Amburgo ha familiarizzato con tale uso della viola, e nell'Almira (1704) la impiega come solista nell'accompagnamento di tre arie, in particolare sfruttando in maniera innovativa la sonorità della quarta corda. Nell'Alexander's Feast il suono della viola è usato per dipingere una particolare atmosfera di terrore. Con l'abbandono di Amburgo da parte di Keiser inizia il rapido declino dell'opera amburghese, e con essa si perde anche l'uso concertante della viola nell'opera.
Con l'eliminazione delle viole tenore e la progressiva riduzione in orchestra delle parti di viola da due o tre a una sola, si afferma l'uso di viole piccole e dal suono nasale, che non possono competere in brillantezza con il violino e il violoncello e la cui risorsa timbrica principale è il caratteristico suono austero della quarta corda. Anche se lo strumento aveva già trovato un impiego caratteristico per un certo periodo nell'opera amburghese, uno tra i primi compositori a comprenderne pienamente le potenzialità timbriche e il loro uso drammatico nell'opera è stato Gluck. Nell'Ifigenia in Aulide (1772) il compositore usa la viola per accompagnare i violini laddove vuole addolcire il clima e preparare l'ingresso del basso, mentre nell'Ifigenia in Tauride (1779) il sincopato delle viole in terza corda nella scena dell'inseguimento di Oreste da parte delle furie evoca il rimorso e l'esaurimento che caratterizza il sonno del personaggio. Nella sua produzione non operistica rientra il De profundis, dove Gluck non utilizza i violini e usa la viola come strumento più acuto degli archi, lasciandole il ruolo preminente nella sezione.

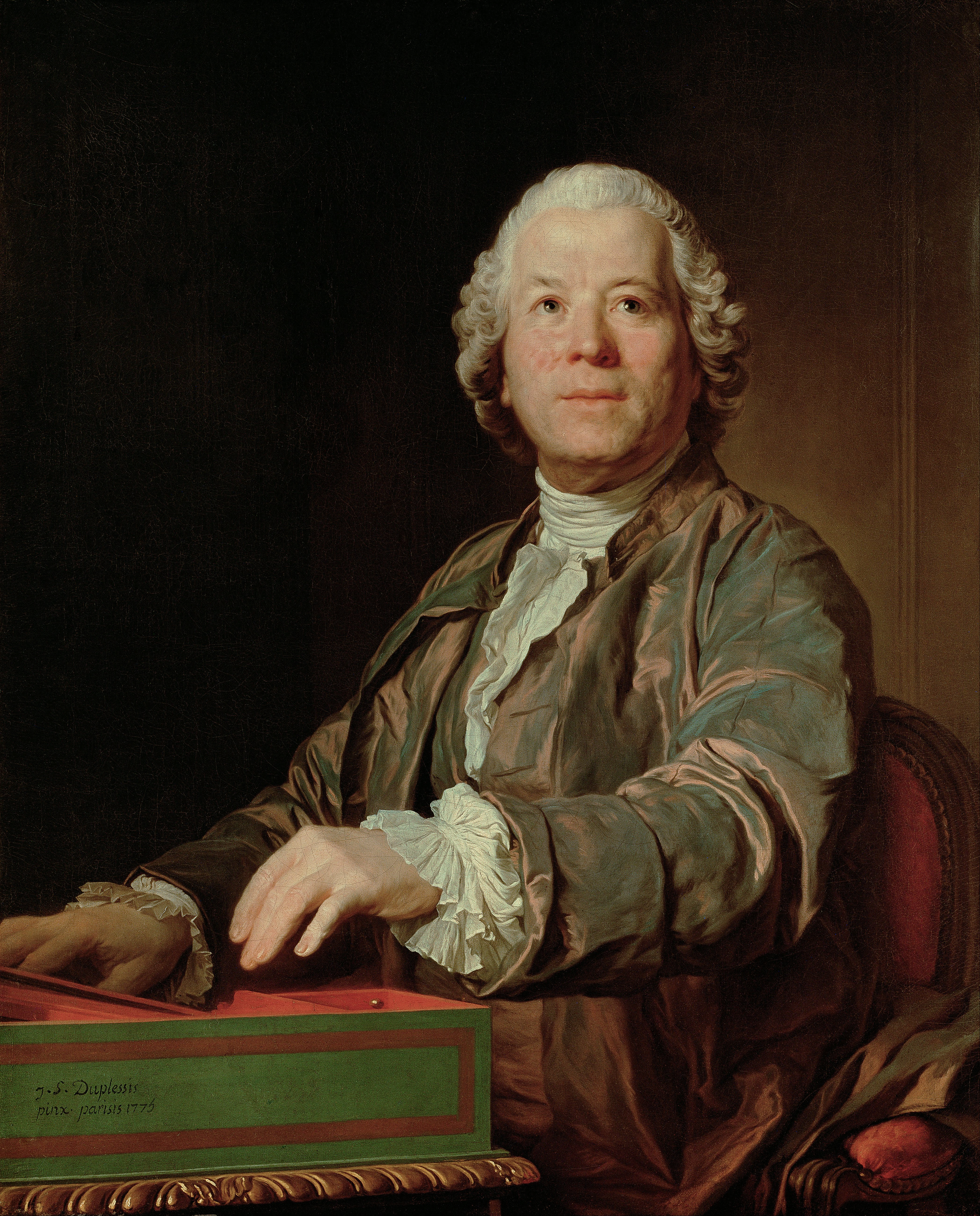
Ritratto di Gluck, realizzato da Joseph Siffred Duplessis nel 1775.

Lo stile di Gluck ha influenzato la produzione di altri operisti, come Antonio Sacchini, Gasparo Spontini e Luigi Cherubini, che ereditarono l'uso caratteristico e la definizione di un ruolo identitario della viola nell'opera. Nell'Edipo a Colono (1786) di Sacchini le viole sono usate per caratterizzare gli affetti in diversi momenti, come l'atmosfera di gioia nella scena 3 del primo atto. Cherubini impiega ben due parti di viola nell'orchestrazione de Les Deux Journeés (1800), dove lo strumento caratterizza ad esempio l'atmosfera nella marcia nel terzo atto. Ne La Vestale (1807) di Spontini la viola è usata per delineare l'atmosfera meditativa nell''Hymn du Matin, nella seconda scena del primo atto, mentre nell'Hymne du soir nella prima scena del secondo atto la viola ha il tema sopra l'accompagnamento degli archi in sordina.
Anche l'opera francese ha acquisito l'uso della viola alla maniera di Gluck. Nella Uthal di Étienne Nicolas Méhul i violini sono stati omessi dall'orchestrazione, su richiesta di Napoleone, e alla viola (in due parti) è affidata la maggior parte del materiale tematico. Il colore dello strumento è inoltre usato per caratterizzare l'affetto malinconico e l'atmosfera ossianica che regna nella composizione. I critici dell'epoca osservarono tuttavia che il prezioso colore della viola diventava monotono se impiegato in maniera così massiccia, e sottolinearono anche l'inadeguatezza degli strumenti allora impiegati, troppo piccoli e poco sonori. Altri compositori francesi si servirono della viola nelle loro opere, anche se in maniera meno plateale di Mehul. François-Adrien Boieldieu ha affidato alla viola delle parti molto belle in alcune scene de le Petit Chaperon Rouge (1818), Louis Mailart impiegò il colore dello strumento ne Les Dragon de Villars (1856), affidando alla viola anche un solo nel terzo atto. Giacomo Meyerbeer ha impiegato la viola e la viola d'amore ne Les Huguenots (1836), mentre Adolphe Adam usò il timbro caratteristico della viola, sostituendola al violino, per colorare di mistero alcune sequenze del suo celebre balletto Giselle.
Nell'opera tedesca il ruolo dello strumento è stato influenzato meno da tali sviluppi. Un esempio notevole è però Der Freischütz (1821) di Carl Maria von Weber, che affida alla viola il solo di un'intera aria, nella terza scena del terzo atto. L'uso fatto da Weber non trova però riscontri negli altri compositori tedeschi dell'epoca.

## Condizione della viola nel XIX secolo

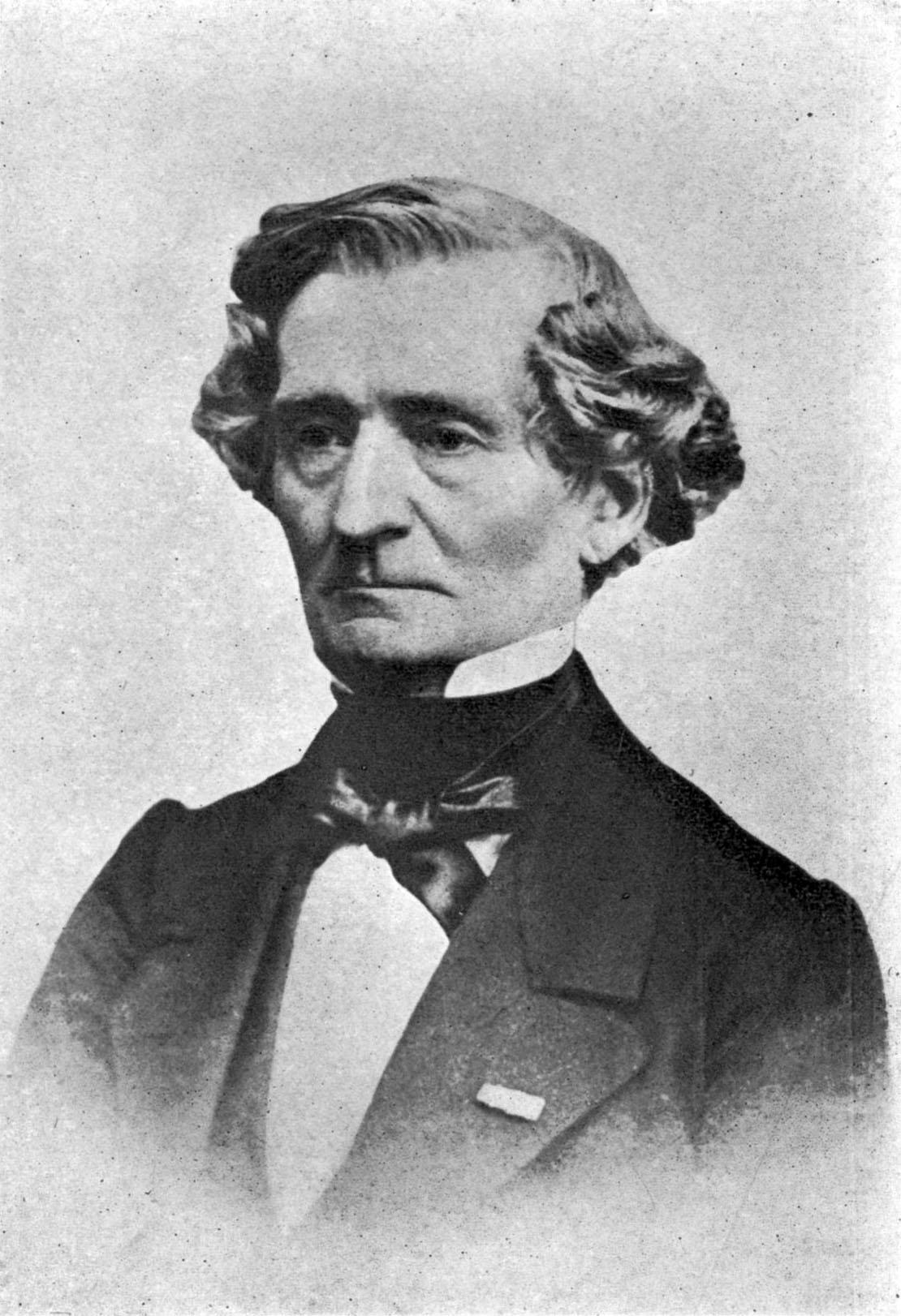
Hector Berlioz.

Intorno all'inizio del XIX secolo la viola, analogamente al violino, è andata incontro a numerosi perfezionamenti tecnici volti ad aumentare le possibilità sonore degli strumenti ad arco. In particolare, il manico viene leggermente allungato ed inclinato, con la tastiera non più portata all'angolo corretto tramite un cuneo di legno. Questo permette di aumentare la tensione delle corde, che ora sono anche più spesse e, almeno i bassi, quasi sempre rivestite in metallo. La catena viene allungata ed inspessita, anche per sostenere meglio le maggiori sollecitazioni delle corde, e il ponticello diventa più alto. Queste modifiche, associate ad un profondo rinnovamento dell'arco portato avanti dal 1785 e dovuto principalmente a Tourte, permettono agli strumenti di aumentare notevolmente la loro potenza sonora.
Verso la fine del Settecento sono stati pubblicati i primi metodi specifici per viola, che sono stati seguiti all'inizio del XIX secolo da trattati tecnicamente più evoluti e dalle prime raccolte di studi e capricci specifici per lo strumento. Durante tutto il secolo è proseguita la pubblicazione di materiale didattico concepito per la viola, anche se la didattica dello strumento resterà ancora per un secolo affidata ai violinisti, senza una specializzazione e una istituzionalizzazione nei conservatori e nelle accademie musicali.
Nel XIX secolo il livello tecnico dei violisti è gradualmente cresciuto, assorbendo i progressi della tecnica violinistica. I compositori dell'Ottocento non richiedevano alla viola il virtuosismo o l'agilità del violino, ma la utilizzavano soprattutto per via della sua sonorità particolare o degli effetti che si potevano ottenere da essa, e per sfruttarli le affidavano interventi su tutti i registri. Un esempio di questo genere è l'Aroldo in Italia, nel quale Berlioz sfrutta diversi colori dello strumento, uno su tutti il particolare effetto degli arpeggi sul ponticello della viola, accompagnata dal resto dell'orchestra in sordina, nella Marche del pélerins. Berlioz aveva già un certo interesse per la viola, che riteneva essere lo strumento orchestrale le cui eccellenti qualità sono state ignorate per più tempo.
La difficoltà tecnica nelle parti degli archi è cresciuta notevolmente da Beethoven in poi, e nelle composizioni di Richard Strauss o Wagner la tecnica richiesta alle viole non è inferiore a quella delle altre sezioni. Wagner si lamentava per la qualità scadente delle sezioni di viola nelle orchestre tedesche e il suo punto di vista in merito, insieme alla testimonianza di quale fosse il livello dei violisti dell'epoca, è ben riassunto nel suo trattato sulla direzione d'orchestra:
(Richard Wagner, Über das Dirigieren)
Il desiderio di Wagner circa una sezione di viole sonore e tecnicamente competenti trovò soddisfazione negli esperimenti di Hermann Ritter, che propose al compositore la sua viola alta, uno strumento di ragguardevoli dimensioni (48 cm) dal timbro profondo e sonoro. Ritter impressionò positivamente Wagner e prese parte alle rappresentazioni wagneriane nel teatro di Bayreuth con i suoi studenti, tutti muniti di grandissime viole, che suscitarono notevole interesse.

## La viola nel XX secolo
Cecil Forsyth, compositore ed egli stesso violista, fornisce nel suo trattato di orchestrazione una preziosa testimonianza sulla situazione dello strumento all'inizio del secolo. Egli stesso considerava ancora la viola uno strumento ibrido ed imperfetto, affetto dalla presenza di lupi maggiore rispetto agli altri archi:
(Forsyth, pp. 381-382.)
Tuttavia, molte delle sue accuse erano probabilmente legate al livello medio piuttosto insoddisfacente dei violisti dell'epoca. Forsyth annota come fosse nasale e di qualità scadente il suono delle viole in prima corda, ben lontana dal timbro brillante del violino. Reputava invece più ricco il suono delle corde centrali, meglio impastato con il resto dell'orchestra, sulle quali la viola eseguiva la maggior parte degli accompagnamenti, cui era destinata la maggior parte della sua esistenza secondo Forsyth. L'unica caratteristica distintiva dello strumento era il suono in quarta corda, scuro e austero. Egli annota anche che il registro acuto della viola doveva essere usato con attenzione dai compositori, tenendo conto che non era studiato ed usato con costanza dagli esecutori.
Il XX secolo ha visto un grande sviluppo della preparazione tecnica dei violisti, ai quali era richiesta sempre più la padronanza di posizioni alte, non solo in prima corda, e i compositori hanno cominciato a fare uso anche nelle parti di viola di effetti particolari, come il pizzicato alla Bartók, le arcate col legno, il glissando o gli armonici artificiali. In alcune composizioni la tecnica richiesta alla viola è superiore rispetto a quella delle parti di violino, come ad esempio nel trio per archi di Schönberg o nei quartetti di Bartók.
Il virtuosismo e le sperimentazioni sonore di Hermann Ritter influenzarono positivamente l'ambiente musicale a favore dello strumento, che con la nascita della prima cattedra di viola al Conservatoire nel 1894 si arricchì di musicisti talentuosi in grado di formare una nuova generazione di solisti. Dopo la nascita nel 1894 al Conservatorio di Parigi della prima cattedra di viola, si sviluppò in Francia una scuola di violisti professionisti. Parallelamente anche in Inghilterra, Belgio, Italia, Russia e Repubblica Ceca sono nate delle scuole violistiche di alto livello.

### Scuola inglese

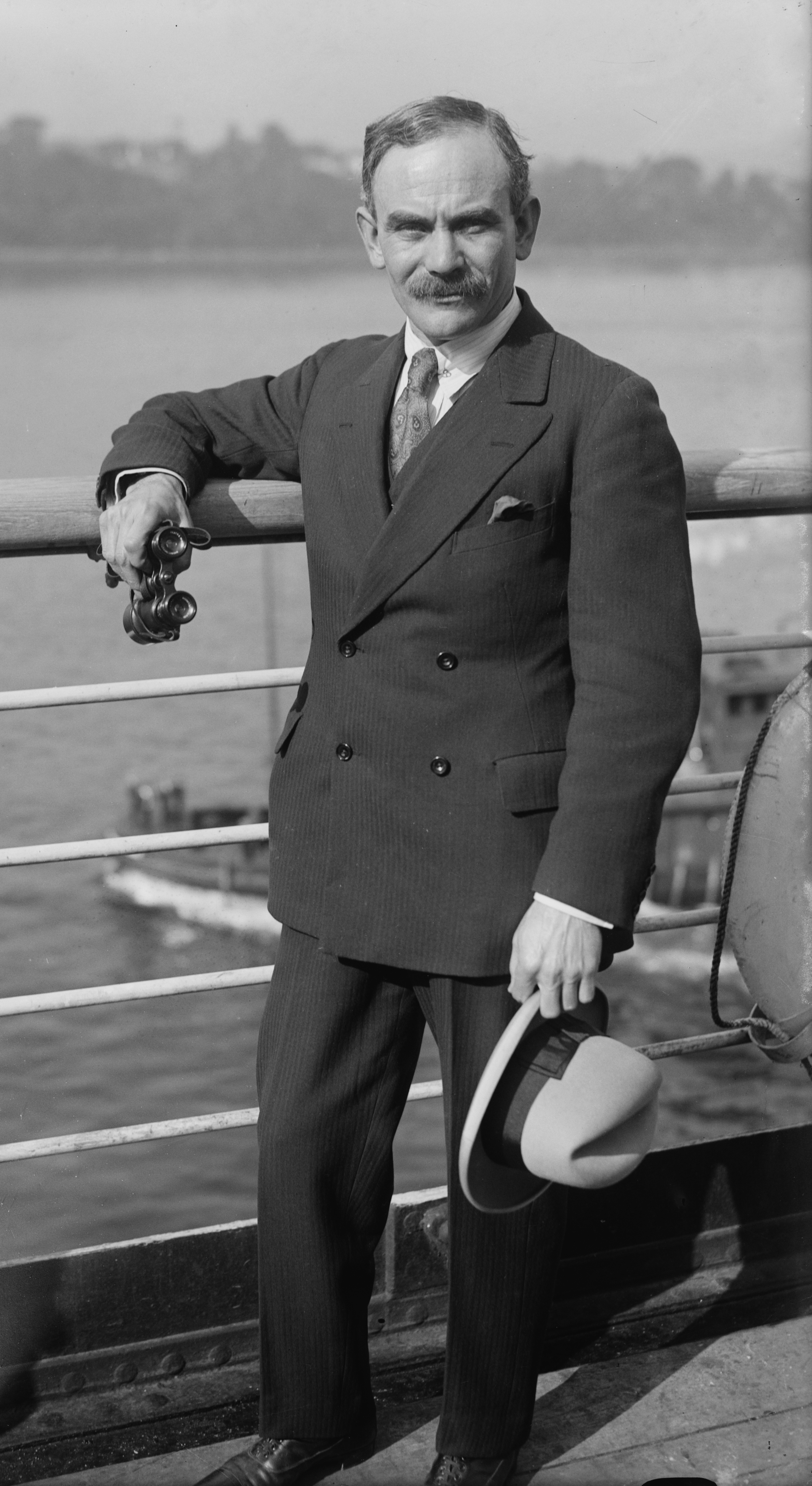
Lionel Tertis.

Uno dei motori propulsivi per la riqualificazione della viola nel corso del XX secolo risiedette nell'ambiente musicale britannico. La figura chiave della scuola inglese è stata quella di Lionel Tertis: è stato principalmente il suo lavoro a far accettare la viola come strumento solista e da concerto nell'ambiente musicale inglese.
La sua attività alla Royal Academy inizia come assistente nel 1899, divenendo professore di viola nel 1901. Nello stesso anno entra nei secondi violini della Queen's Hall Orchestra di Henry Wood, divenendone la spalla delle viole nel giro di un anno. Nel 1904 lasciò gli incarichi in orchestra per diventare solista a tempo pieno, fatto assolutamente insolito per l'epoca e assai poco apprezzato: dopo una sua esecuzione alla viola del concerto per violino di Mendelssohn, venne criticato da Alfred Gibson, viola del Quartetto Joachim, il quale gli disse che "La viola non è fatta per suonare acuta! Quella è la sezione dei maiali! Suppongo che la prossima cosa che farete, sarà suonare dietro al ponticello.". Con una costante attività di concerti e recital solistici la sua fama crebbe e molte composizioni gli vennero dedicate dai più grandi autori inglesi dell'epoca, ponendo le basi per la nascita di un repertorio solistico di primo piano per lo strumento.
Oltre al contributo per l'affermazione della viola offerto con la sua carriera di concertista, un altro aspetto significativo è il lavoro di insegnamento svolto da Tertis. Egli sosteneva l'importanza di suonare strumenti grandi e sonori, e sviluppò diteggiature che risolvessero i problemi tecnici che ciò comportava, incentivando l'uso e lo studio della mezza, seconda e quarta posizione. Era molto esigente per quanto riguardava l'intonazione, raccomandava l'uguaglianza di suono su tutte le parti dell'arco e la cura dei cambi d'arcata e di corda, l'uso di un vibrato ampio e continuo. Tertis ha raccolto le sue indicazioni sul modo di suonare in un libro, intitolato Beauty of Tone in String Playing, il quale colpì Fritz Kreisler al punto che questi scrisse di sua iniziativa una introduzione allo stesso.
Molti dei più grandi violisti della prima metà del Novecento sono stati allievi di Tertis, tra i quali Rebecca Clarke, Eric Coates, Winifred Copperwheat, Harry Danks, Watson Frobes, James Lockyer, Frederick Riddle, Jacqueline Townshend, e anche le carriere di altri grandi violisti che non hanno studiato direttamente con lui, come William Primrose, Cecil Arononwitz e Nannie Jameson, sono state influenzati dalla sua attività. Dopo il secondo conflitto mondiale la scuola di viola inglese estese la sua influenza nel nord America, grazie soprattutto all'emigrazione negli Stati Uniti di Primrose, che si è affermato come uno dei più significativi interpreti del XX secolo.

### Austria e Germania

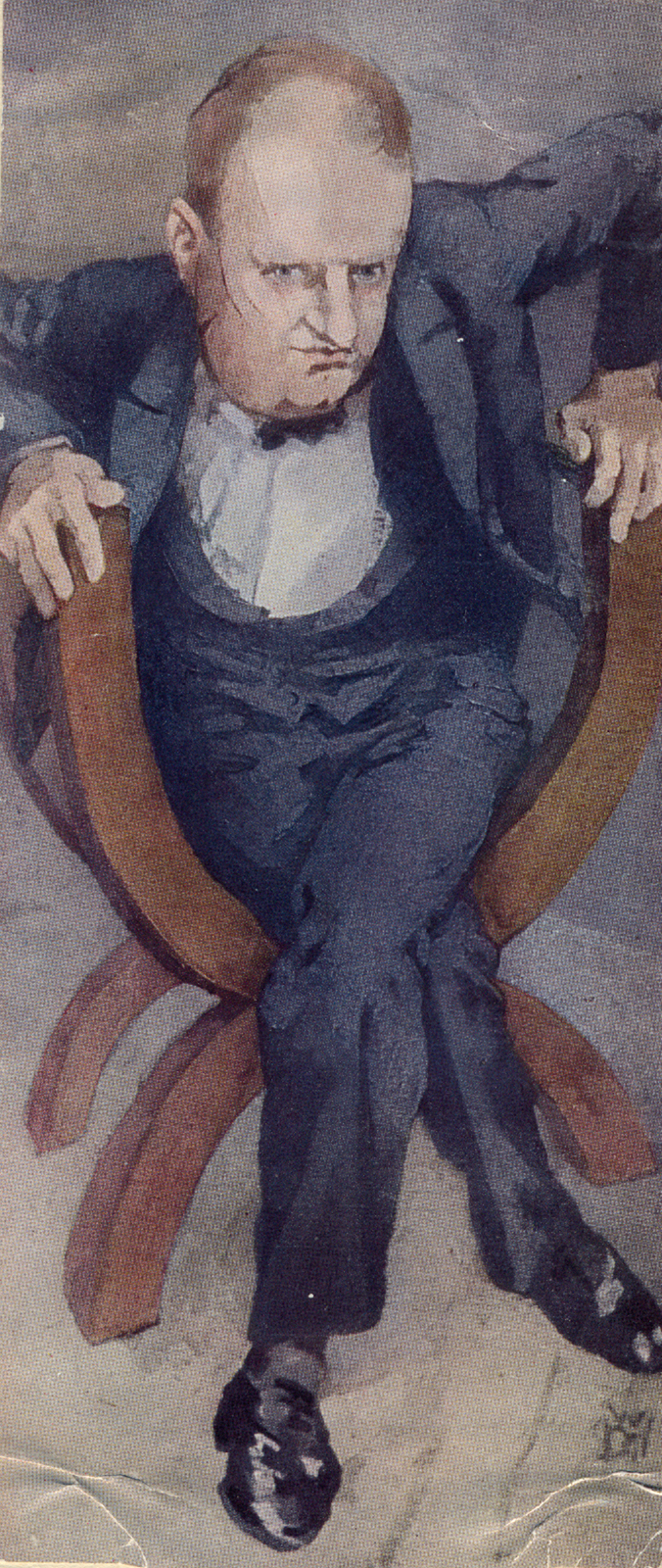
Ritratto di Paul Hindemith eseguito da Rudolf Heinisch nel 1931.

Il livello dei violisti nelle orchestre di area germanica, definiti sprezzantemente come suonatori di Pensioninstrumenti, è migliorato nel XX secolo, a partire dall'operato di Hermann Ritter. Alcuni violisti si sono affermati come solisti, raggiungendo livelli molto alti, tra i quali Michael Balling e Paul Hindemith, e dopo la seconda guerra mondiale una nuova generazione di violisti si è affermata ai massimi livelli, tra i quali Paul Doktor, Albrecht Jacobs, Walter Trampler, Ernst Wallfisch, Ernst Moravec, Eberhard Klemmstein, Ulrich Koch, Berta Volmer, Franz Zeyringer, Max Rostal, Georg Schmid. Allieva di Koch è stata un'altra notevole violista tedesca, Tabea Zimmermann, solista di fama e vincitrice di numerosi riconoscimenti internazionali.
Lo strumento ha goduto anche di un crescente interesse da parte dei compositori tedeschi nel corso del XX secolo. Il nome più significativo è sicuramente quello di Paul Hindemith il quale, oltre che virtuoso solista alla viola, era egli stesso un compositore di fama internazionale, oltre che pianista e abile violista d'amore. Già primo violino dell'orchestra di Francoforte dal 1916, l'esecuzione della sua sonata op. 11 n. 4 (nel 1919, insieme alla pianista Emma Lubecke) segna l'inizio della carriera di solista alla viola del compositore tedesco. Hindemith si dedicò anche alla musica da camera, entrando come viola nel Quartetto Amar nel 1922 e formando poco dopo un trio con il violinista Symon Goldberg e il violoncellista Emanuel Feuermann, tuttavia si affermò soprattutto come virtuoso solista. A differenza di altri grandi violisti dell'epoca, come Tertis o Borisovskij, Hindemith suonava una viola di piccole dimensioni (40 cm), costruita per lui da Eugen Spongen a Francoforte, la cui sonorità ben si adattava alla musica solistica eseguita da Hindemith. Il compositore tedesco prediligeva anche una viola da 42,2 cm di scuola milanese, acquistata a Praga nel 1931.

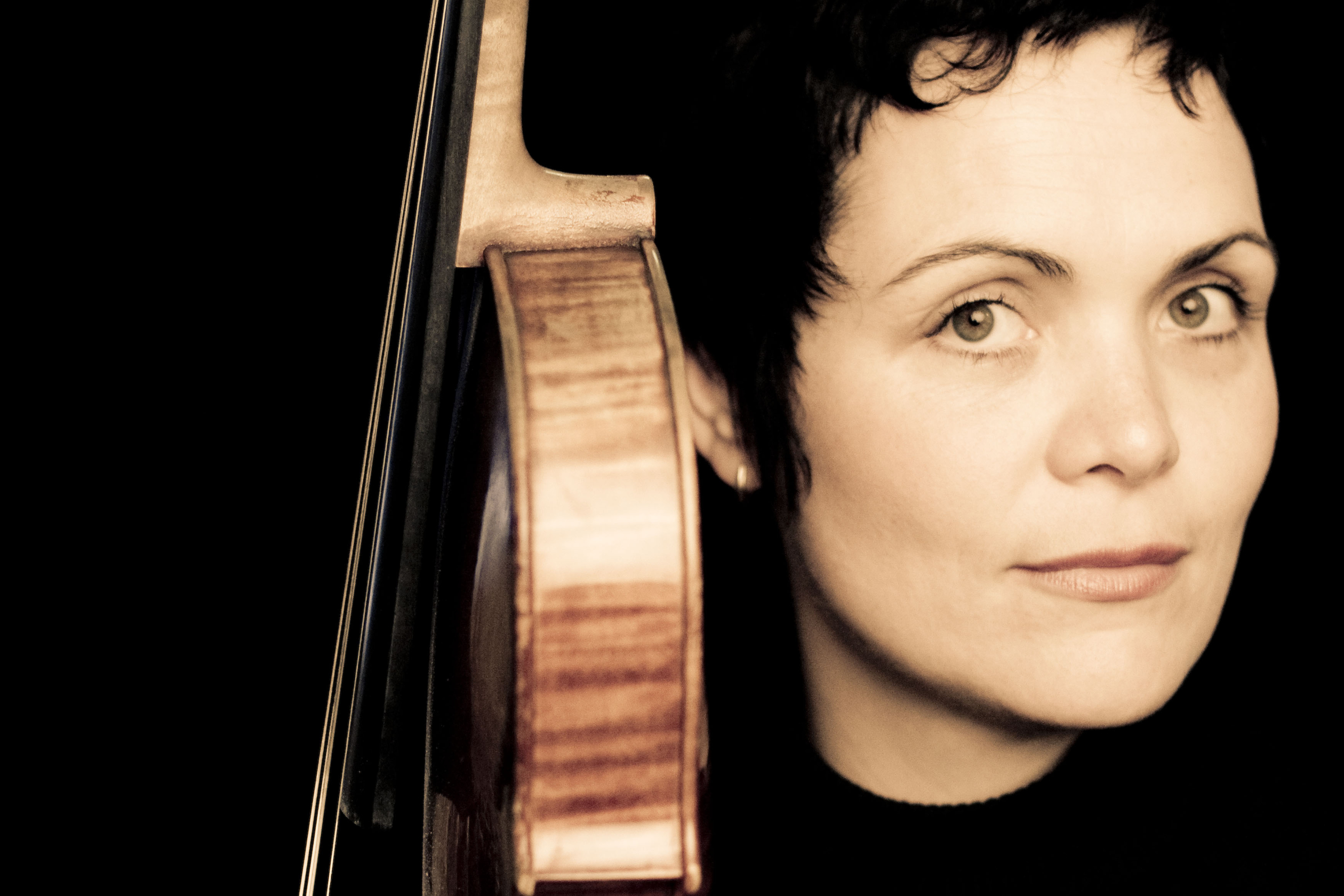
Tabea Zimmermann.

In Austria e Germania si è sviluppata notevolmente anche l'attività di ricerca sul repertorio e la storia dello strumento, grazie al lavoro di Walter Lebermann (curatore della pubblicazione di numerose composizione per viola del Settecento), Ulrich Drüner e Wilhelm Altmann. Altmann ha curato la ricerca del repertorio violistico del passato, con la pubblicazione nel 1929 dell'articolo Zur Geschichte der Bratsche und der Bratschisten. Altmann progettava la costituzione di una associazione violistica, la Bratschen-Bunden, che sostenesse lo studio dello strumento, iniziando allo scopo la pubblicazione di una rivista, Die Bratsche, edita a Lipsia da Carl Mersenburger, che conteneva articoli sulla viola e segnalava nuove composizioni per lo strumento. La scarsa fortuna della rivista, soprattutto con il crollo degli introiti pubblicitari dopo i primi numeri, costrinsero l'autore ad interrompere la pubblicazione dopo cinque numeri. L'opera di Altmann proseguirà però in seguito, in collaborazione con il violista russo Vadim Borisovskij, insieme al quale pubblicò il catalogo Literaturverzeichnis für Bratsche und Viola d'amore nel 1937; tuttavia anche in questo momento l'idea di Altmann di una associazione internazionale non riuscì a concretizzarsi, a causa delle forti tensioni politiche. Un simile progetto si è realizzato solo nel 1966, con la fondazione della Viola-Forschungsgellschaft, poi divenuta International Viola Society (IVS), ad opera di Franz Zeyringer.

### Scuola francese

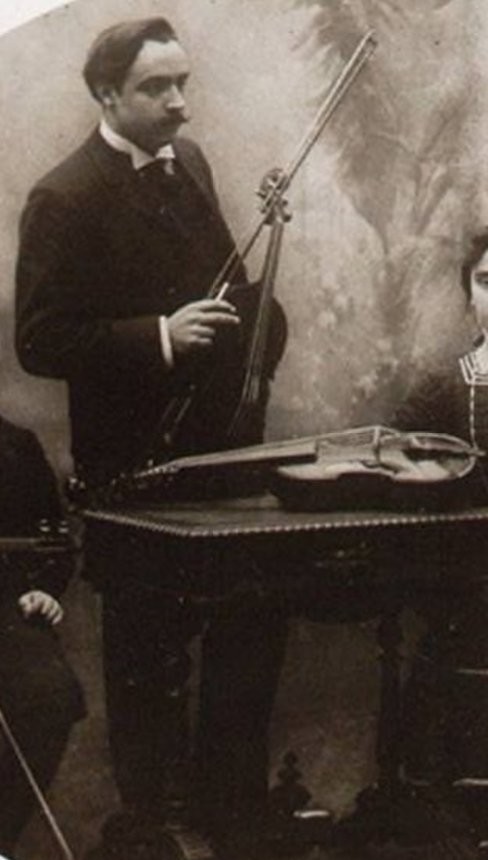
Henri Casadesus.

Théophile Laforge, primo insegnante di viola al Conservatoire, formò diversi allievi di alto livello, fra i quali Maurice Vieux, Louis Bailly, Henri Casadesus e Pierre Monteux. Bailly era uno dei suoi talenti più promettenti e, dopo essersi affermato con recital solistici e una carriera quartettistica con alcune formazioni di primo piano, come il Quartetto Capet e il Quartetto Goloso, si trasferì negli Stati Uniti, dove a sua volta fu primo insegnante di viola ad ottenere una cattedra al Curtis Institute of Music. Casadesus è noto per i suoi due concerti per viola nello stile di Händel e Johann Christian Bach, proposti come falsi storici, oltre che per la sua notevole attività sugli strumenti antichi e come violista d'amore.
Tra gli allievi di Laforge spicca inoltre Vieux, altro grande padre della scuola di viola francese. Diplomatosi nel 1902, dopo una lunga carriera di prima viola nell'orchestra dell'Opera, nel 1918 succedette a Laforge al Conservatorio. Attivo come solista e come camerista nei concerti più importanti, fu dedicatario di numerose composizioni di autori francesi e belgi e autore di alcune raccolte di studi. Vieux era molto esigente per quanto riguarda la tecnica, che a suo avviso non doveva essere inferiore a quella dei violinisti, ed era molto attivo anche come commissario d'esame a Parigi e all'estero. Tra i suoi allievi vi sono stati molti violisti francesi di alto livello.

### Scuola belga
La nascita di una scuola di viola moderna in Belgio è legata all'opera di Léon van Hout. Prima viola a La Monnaie/De Munt, viola del Quartetto Ysaÿe e insegnante di viola al Conservatorio Reale di Bruxelles, van Hout portò avanti una significativa carriera concertistica ed è stato dedicatario di numerose composizioni per viola. Dal punto di vista della didattica, van Hout ha formato una generazione di violisti belgi di alto livello; fra i suoi allievi vi sono stati Gaston Jacobs, anch'egli prima viola a La Monnaie e grande camerista; Robert Courte, che prenderà il suo posto al Conservatorio, spostandosi poi negli Stati Uniti e unendosi come viola al Quartetto Paganini, per poi divenire insegnante all'Università del Michigan; Charles Foidart, insegnante alla Northwestern University e successore di Courte nel Quartetto Paganini.
Diversi compositori belgi produssero musica per viola nella prima metà del XX secolo, ispirati soprattutto da van Hout e dal francese Maurice Vieux, tra i quali Joseph Jongen, François de Bourguignon, Jan Abail e Raymond Chevreuille.

### Scuola russa

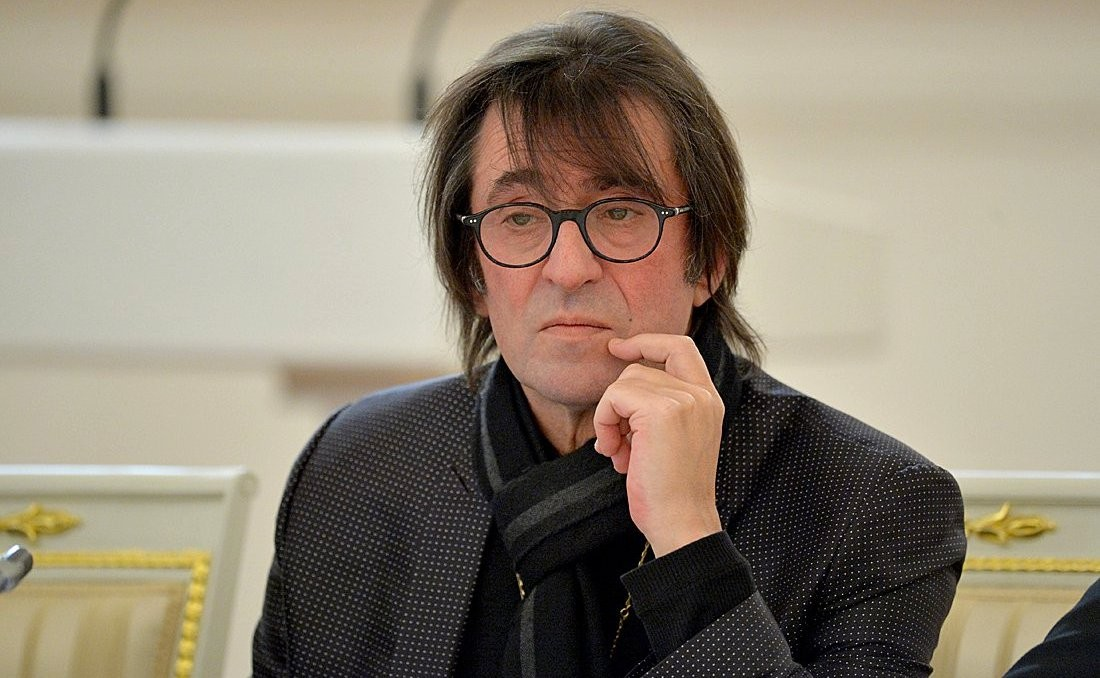
Jurij Abramovič Bašmet nel 2014.

Uno dei più significativi violisti russi del XX secolo è stato Vadim Borisovskij, allievo di Vladimir Bakaleinikoff al Conservatorio di Mosca (e suo successore nella cattedra di viola) e membro del Quartetto Beethoven. Esecutore del moderno repertorio europeo e russo per viola, curò la trascrizione di 253 composizioni per viola. Borisovskij prediligeva le viole di grandi dimensioni e suonava una Gasparo da Salò da 46 cm, della quale fece realizzare diverse copie per i suoi allievi da Timofej Filippovich Podgornij, uno dei massimi liutai sovietici. Nel 1927 Borisovskij fece la conoscenza di Hindemith, con il quale strinse una salda amicizia e collaborò alla progettazione di una associazione violistica internazionale, la Violists' World Union, che però non prese vita a causa del rapido peggioramento della situazione politica che porterà alla seconda guerra mondiale. Borisovskij svolse un lavoro di catalogazione della musica per viola, iniziato quando era ancora studente al Conservatorio e proseguito per 17 anni, collaborando anche con il musicologo Wilhelm Altmann, che portò alla pubblicazione del catalogo nel 1937. Ebbe oltre 200 allievi, tra i quali Rudolf Barshai e Fyodor Druzinin.
Barshai è stato uno dei più importanti violisti sovietici, dedicatosi poi anche alla direzione d'orchestra, mentre Druzinin è stato violista del Quartetto Beethoven e successore del suo maestro nella cattedra di viola a Mosca, nonché amico di Šostakovič, che gli dedicò la sua Sonata per viola. Jurij Abramovič Bašmet, allievo di Barshai e Druzinin, si è notevolmente distinto come solista, suonando spesso con i Solisti di Mosca, orchestra da lui fondata e diretta.

### Scuola ceca

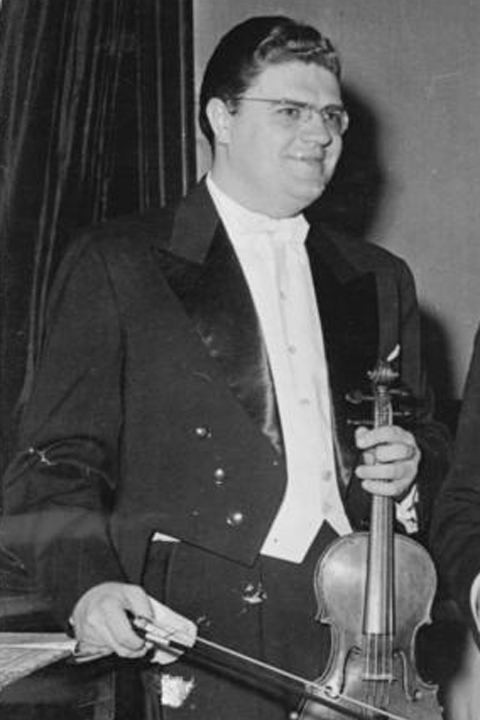
Josef Suk.

L'ambiente musicale ceco ha contribuito allo sviluppo del moderno approccio alla viola in maniera significativa. Uno dei primi violisti moderni è Oskar Nedbal, compositore, violinista e violista nonché direttore d'orchestra. La sua attività iniziò prima ancora di quella di Tertis, e nell'ultimo decennio del XIX secolo si esibiva come solista con la Sinfonia concertante di Mozart, l'Aroldo in Italia di Berlioz o la sonata di Rubinstein. Era inoltre il violista del Quartetto Boemo, con il quale eseguì e rese popolare il quartetto Dalla mia vita di Smetana, caratterizzato dal ruolo preminente della viola. La carriera come violista di Nedbal fu relativamente breve, in quanto nel 1906 lasciò il quartetto, fuggendo insieme alla moglie di Karel Hoffmann, primo violino, e venne temporaneamente sostituito da Tertis, a sua volta rimpiazzato da Jiří Herold. Questo segnò la fine della sua attività come strumentista, e la sua carriera da quel punto si orientò soprattutto alla composizione e alla direzione.
La successiva generazione di violisti è stata influenzata dalla scuola violinistica di Otakar Ševčík, tra i quali Karel Morávec, viola del Quartetto Ševčík e partecipe in numerose incisioni di musica da camera, e Václav Talich, noto soprattutto come direttore d'orchestra. Fra i violisti più significativi della seconda generazione ceca vi fu Ladislav Černý, allievo violinista di un assistente di Ševčík e poi passato alla viola dopo il termine del primo conflitto mondiale. Nel 1920 a Lubiana fu tra i fondatori del Quartetto di Praga, che influenzò con la sua notevole conoscenza musicale e con il quale affrontò sempre repertorio nuovo e fresco. Černý impiegava una viola anonima di scuola tedesca, poi passata a Josef Suk. Il suo stile musicale per alcuni aspetti antiquato non piaceva a molti musicisti di scuola inglese, ma era molto apprezzato da Hindemith, il quale ne fece la conoscenza nel 1922. Il compositore tedesco divenne uno stretto amico del violista ceco e gli dedicò la sua sonata per viola sola op. 25 n. 1. Tra i contemporanei di Černý, uno dei violisti cechi più significativi è stato Vincenč Zahradnik, viola del Quartetto Ondříček e insegnante al Conservatorio di Praga. Anch'egli aveva, come Černý, uno stile esecutivo a metà strada tra la vecchia maniera e la tecnica moderna del XX secolo, e con il quartetto incise i più significativi lavori di Dvořák, Smetana, Novák e Janáček.

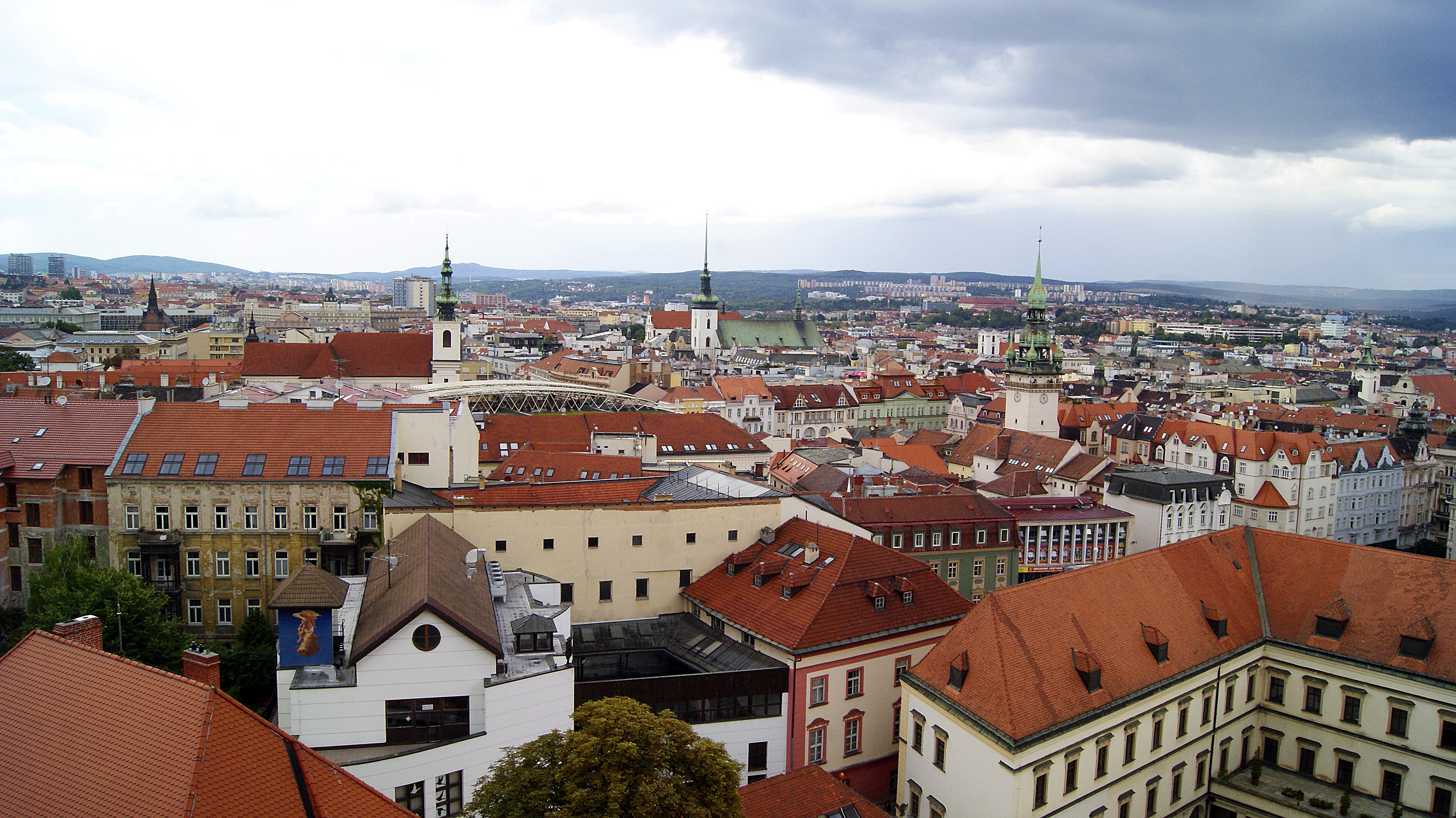
Panorama di Brno, importante centro musicale moravo.

Mentre a Praga prendeva forma una scuola violistica, a Brno si affermò una tradizione tecnica morava autonoma, influenzata dallo stile di Janáček e improntata su una qualità sonora più rude ed energica. Una formazione di successo nata in tale ambiente fu il Quartetto Moravo, fondato dal violista e compositore Josef Trkan. Alla sua prematura morte fu succeduto da Richard Kozderka, uno dei violisti più influenti della scuola di Brno. Prima viola dell'orchestra della radio di Brno fino al 1955 e poi della Filarmonica di Stato fino al 1971, Kozderka è stato un camerista molto attivo, col Quartetto Janáček, poi col Quartetto di Brno, col Quartetto Moravo e con il Quartetto Zika, inoltre è stato il primo violista ceco ad incidere i concerti di Milhaud e Walton. Il successore di Kozderka nel Quartetto Moravo fu Antonín Hyska, dedicatario di trenta composizioni e autore di diverse incisioni interessanti.
Nel secondo dopoguerra lo stile musicale sugli strumenti ad arco ha subito significativi mutamenti. I violisti hanno sensibilmente ridotto l'uso del portamento d'espressione, ascendente o discendente, che nelle precedenti generazioni era di impiego pressoché libero, ed è notevolmente aumentata la presenza del vibrato, che nella scuola ceca ha però mantenuto una certa moderazione rispetto alla tendenza nel resto del mondo. Molti strumentisti cechi hanno inoltre studiato a Parigi in quel periodo, creando un legame stilistico con la Francia che sarebbe durato nei decenni successivi. Tra i violisti cechi di primo piano dell'epoca, Václav Neumann, viola del Quartetto Smetana e poi direttore d'orchestra; Jaroslav Rybensky, primo violino del quartetto che passò temporaneamente, ma con estrema abilità, alla viola dopo l'abbandono di Neumann; Hosef Kod'ousek, anch'egli quartettista e poi affermatosi come solista. Kod'ousek suonava una viola da 41 cm di Paulo Castello del 1776, ma anche strumenti contemporanei della stessa misura, e il suo modo di suonare aveva una grande potenza sonora temperata da un vibrato intenso, che lo avvicinava ai gusti delle scuole occidentali. Ha inciso molte composizioni, tra le quali il concerto di Stamitz, la Sinfonia Concertante di Mozart, le sonate di Martinů, Clarke, Brahms e Hindemith.
Tra i violisti cechi più importanti del secondo dopoguerra vi sono Milan Škampa e Josef Suk, nipote del noto compositore omonimo. Škampa è stato allievo violinista di Černý, che lo ha influenzato notevolmente, ed è passato alla viola quando è entrato nel Quartetto Smetana nel 1955. Suonava una Antonio e Girolamo Amati del 1616, oltre a strumenti moderni, e il suo suono aveva una gamma ricchissima di dinamiche e sonorità ben padroneggiate, con un uso moderato del vibrato. Effettuò numerose incisioni ma non si dedicò mai pienamente ad una carriera solistica, lavorando molto come camerista e come insegnante. Josef Suk ha collaborato con e Škampa il Quartetto Smetana, eseguendo e incidendo in quintetto, e lo stesso Škampa lo elogiava come uno dei più grandi violisti. Suk era un abile violinista, ma era molto appassionato alla viola, alla quale ben si adattava il suo stile e il suo ricco vibrato e sulla quale riusciva a trovare una altrettanto ampia gamma di colori.

### Nord America

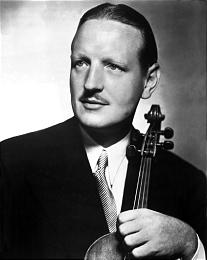
William Primrose.

Nel XIX secolo la maggior parte dei musicisti americani provenivano dall'Europa, e i giovani americani andavano nel vecchio continente a studiare o perfezionarsi. Due musicisti il cui lavoro è stato molto significativo per la viola, Antonín Dvořák nella musica da camera e Ernest Bloch nelle composizioni a solo, si trasferirono e composero negli Stati Uniti d'America. Dopo il primo conflitto mondiale negli Stati Uniti nacquero due importanti scuole di musica che avevano una cattedra per la viola, la Eastman School of Music, la cui cattedra era stata affidata al russo Samuel Belov nel 1921, e il Curtis Institute of Music, che nel 1925 affidò l'incarico a Louis Bailly, allievo di Théophile Laforge a Parigi. Belov era immigrato negli Stati Uniti nel 1905 e, terminati gli studi, suonò come viola nell'Orchestra di Filadelfia, divenendo prima viola nel 1919 e insegnando presso il locale conservatorio. Alla Eastman formò una delle migliori cattedre di viola americane, portando avanti una carriera musicale come solista e camerista. Bailly invece era emigrato in America nel 1919 per suonare nel Quartetto Flonzaley, e fu molto attivo negli Stati Uniti e in Canada con diverse formazioni musicali. Tenne un recital solistico a New York, probabilmente il primo in città, alla Town Hall il 28 marzo 1925. Dal 1925 al 1940 tenne la cattedra di viola al Curtis Institute, dove formò molti violisti americani di primo piano, tra i quali Virginia Majewski, Stephen Konkaks, Max Aronoff e Shepard Lehnoff.
Molte scuole americane non crearono simili cattedre fino al secondo dopoguerra, ma nel periodo tra le due guerre mondiali negli Stati Uniti circolarono molti violisti al più alto livello. Nelle orchestre scolastiche tuttavia i violisti scarseggiavano, così i violinisti furono spinti a suonare anche la viola per sopperire alla mancanza, ad opera di insegnanti e violisti come Joseph Maddy, fondatore del National Music Camp e promotore dell'insegnamento della viola nelle scuole pubbliche statunitensi.
Nel 1937 la NBC costituì un'orchestra da affidare alla direzione di Arturo Toscanini, che aveva abbandonato l'Italia alla volta degli Stati Uniti, e tra le viole scritturò William Primrose, Nathan Gordon, Tibor Serly, Emanuel Vardi e altri violisti di alto livello. Molti violisti dell'orchestra ricoprirono poi incarichi nelle più prestigiose orchestre e scuole americane. L'influenza individuale più significativa è stata sicuramente quella di Primrose, che ha insegnato al Curtis Institute. La sua carriera solistica alla viola è stata una delle più significative in assoluto, nonché come insegnante, e a lui sono stati dedicati la Primrose International Viola Competition (PIVC) e il Primrose International Viola Archive. La PIVC è stata la prima competizione internazionale per viola, seguita dalla nascita di analoghi concorsi in Europa e Asia, tra i quali la Lionel Tertis International Viola Competition, la Maurice Vieux International Viola Competition e la Tokyo International Viola Competition.
Dopo la seconda guerra mondiale negli Stati Uniti vi fu una notevole ripresa artistica, nella quale le orchestre estesero le proprie stagioni concertistiche e i college aumentarono il numero e la varietà delle cattedre. La maggior parte delle università istituì dei quartetti d'archi stabili, come il Berkshire String Quartet nell'Università dell'Indiana, il Fine Arts String Quartet nell'Università del Wisconsin o il Walden String Quartet nell'Università dell'Illinois, e ai relativi violisti vennero affidate le cattedre di viola, con programmi strutturati e lauree specifiche per lo strumento.
Nel 1971 è nata la Viola Research Society, fondata da Myron Rosenblum come sezione americana della Viola-Forschungsgellschaft, poi rinominata nel 1978 in American Viola Society (AVS). La AVS è una delle più importanti sezioni della International Viola Society, ha curato e cura un gran numero di pubblicazioni, congressi, competizioni e attività di sostegno alla didattica della viola.

### Scuola italiana

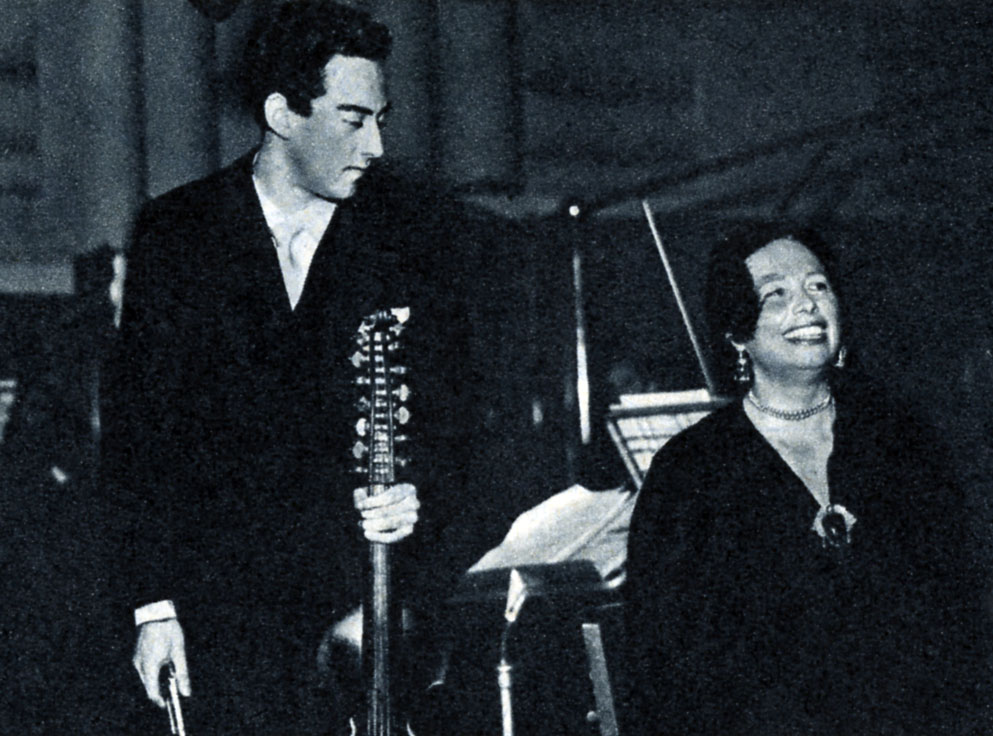
Un giovane Bruno Giuranna alla viola d'amore, accanto a Ornella Puliti Santoliquido.

La moderna esecuzione violistica in Italia ha le sue radici nel teatro d'opera, che nel paese ha mantenuto un livello di eccellenza, e nella qualità dei gruppi di musica da camera. Tra i solisti si sono affermati Renzo Sabatini, professore all'Accademia nazionale di Santa Cecilia, notevole esecutore sia alla viola sia alla viola d'amore; Giulio Pasquali, quartettista, solista e insegnante; Aurelio Arcidiacono, che oltre ad essere un notevole concertista è stato compositore e autore di un trattato di storia della viola; Piero Farulli, viola del Quartetto Italiano e notevole didatta, fondatore della Scuola di musica di Fiesole; Tito Riccardi, anch'egli notevole camerista e insegnante, viola del Quartetto di Milano e del Sestetto Chigiano; Alfonso Ghedin, viola del Quartetto Beethoven e spalla nell'Orchestra sinfonica nazionale della RAI di Roma; Bruno Giuranna, solista di fama internazionale e insegnante all'Accademia Musicale Chigiana e al Conservatorio Santa Cecilia di Roma; Luigi Alberto Bianchi, quartettista e solista di fama mondiale, oltre che autore di biografie di strumentisti ad arco storici e di una monografia su Alessandro Rolla.

### Scuola israeliana

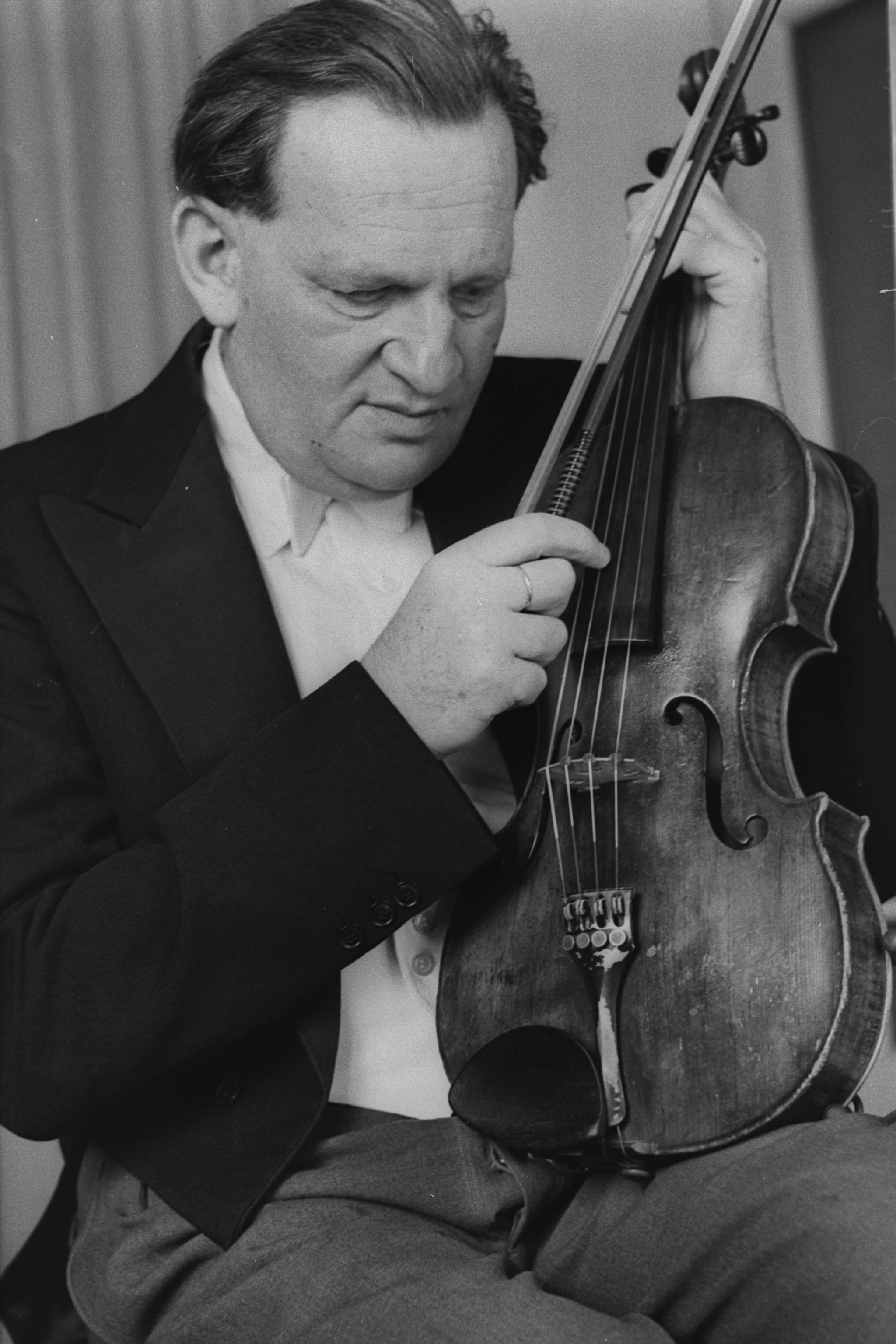
Ödön Pártos.

La scuola di viola israeliana deve buona parte del suo sviluppo a Ödön Pártos, violinista, violista e compositore ungherese naturalizzato israeliano. Dopo una notevole carriera solistica in Europa, Pártos si è trasferito in Israele, dove ha scritto numerose composizioni per viola significative e ha insegnato, formando e influenzando buona parte della successiva generazione di violisti israeliani. Tra i suoi allievi vi sono stati Rivka Golani, virtuoso solista di fama internazionale; Uri Mayer, rumeno di nascita e trasferitosi dopo gli studi israeliani a New York e poi in Canada, che all'attività di violista (è stato prima viola dell'Orchestra filarmonica d'Israele, dell'American Symphony Orchestra e della Montreal Symphony Orchestra) ha affiancato quella di direttore d'orchestra; Ron Golan, trasferitosi poi in Svizzera e divenuto insegnante al Conservatoire de musique de Genève.

### Bulgaria e Ungheria
La moderna scuola di viola bulgara nasce in buona parte dall'opera di Stephan Sugarev, che ricoprì anche la cattedra di viola presso l'Accademia musicale di Sofia, e con la sua attività didattica influenzò la successiva generazione di violisti bulgari. Tra i suoi allievi vi è anche Zahari Tchavdarov, solista trasferitosi poi in Svezia.
Tra i principali solisti ungheresi del XX secolo si ricordano Gustav Szeredi-Saupe, e Pál Lukás, insegnante all'Accademia musicale Franz Liszt.